# オッフェンバッハ・アム・マイン
オッフェンバッハ・アム・マイン (ドイツ語: Offenbach am Main, ドイツ語発音: [ˈɔf̩nbax] ( 音声ファイル)) は、ドイツ連邦共和国ヘッセン州に属す郡独立市である。ライン＝マイン地域に位置する人口約 12万3千人の、ヘッセン州第5の都市である。元々はユグノー教徒の街であったが、工業都市として発展し、特に皮革産業の中心地として知られる。オッフェンバッハはサービス業の中心地としても重要であり、デザイン分野で高い評価を得ている産業クラスターの中心的役割を担うオッフェンバッハ・アム・マイン造形大学 (HfG) を有する大学都市でもある。フランクフルト・アム・マインと境を接するこの街は、ヘッセン州に 10都市ある上級中心都市の一つであり、人口、面積ともに同州で最小の郡独立市である。

## 地理

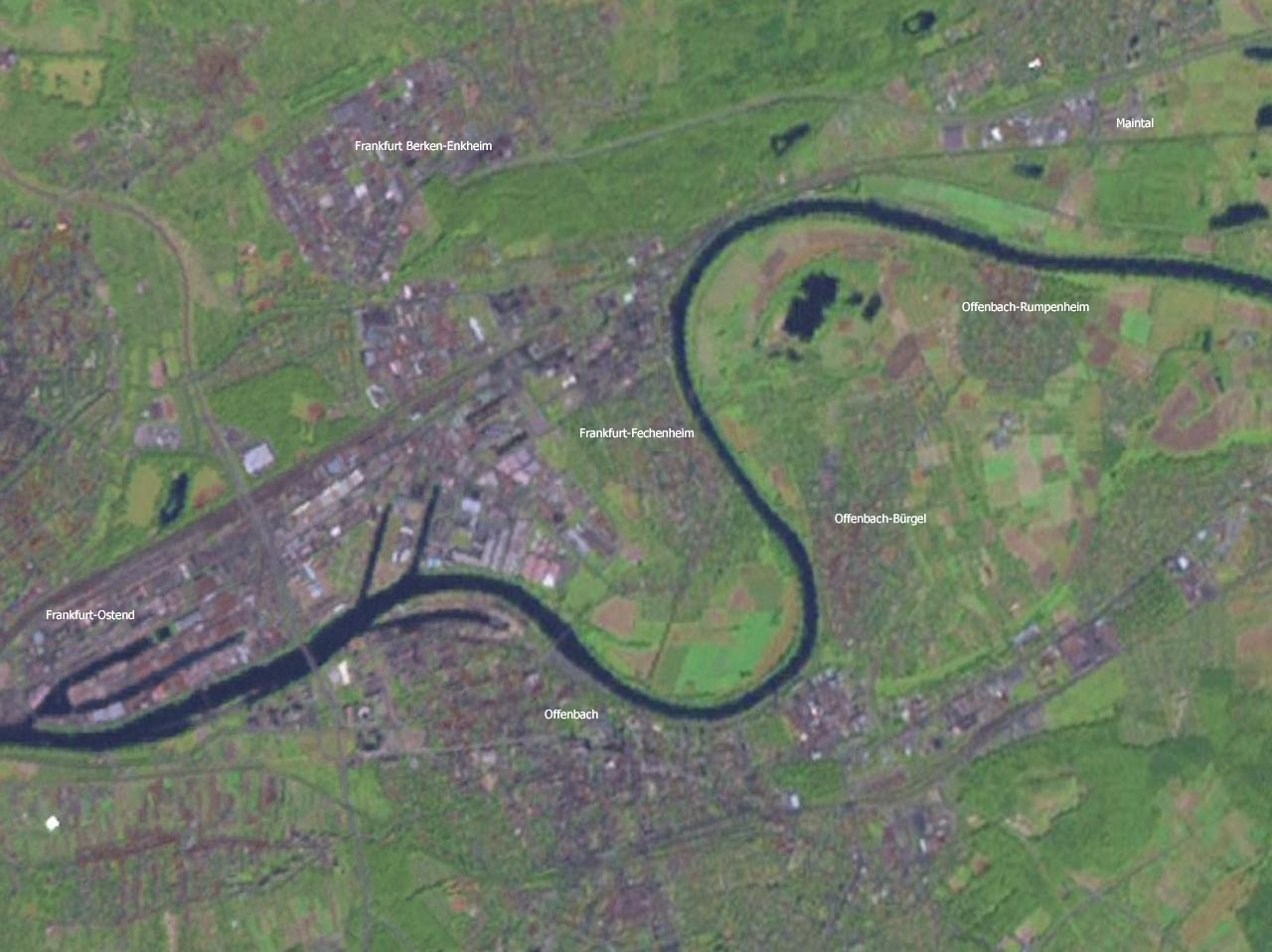
S字型に蛇行するマイン川の南側（画面下側）がオッフェンバッハ・アム・マイン。北側はフランクフルト・アム・マイン市に属す

オッフェンバッハは、マイン川が S字状に蛇行する湾曲部の南から南東岸に位置する。フランクフルト・アム・マインのオステント市区およびフェッヒェンハイム市区の対岸、オーバーラント市区およびザクセンハウゼン市区の東にあたる。両都市の境界部では、互いに連続し、一体化した住宅地を形成している。市域内をビーバー川やハインバッハ川といった小さな川が流れている。オッフェンバッハは、ヘッセン・アップルワイン・果樹園ルートに面している。開発が進んでいるのは市の北部で、南部には広い森が広がっている。市内の最高地点はシュネッケンベルクの 166 m、最低地点はイーゼンブルク城前のマイン川の河原で 97 m である。

### シュタットヴァルト
市の南部にあるオッフェンバッハー・シュタットヴァルト（オッフェンバッハの市の森）の面積は、1,252 ha である。約 57 % がマツ、28 % がブナ、15 % がオーク、1 % がトウヒである。担当の森林管理事務所はビーバー市区の端にあり、ランゲン森林監督局の下位機関である。第二次世界大戦中は、この森の中に「シャインデルファー」（見せかけの村）が造られた。これは空爆による損害を軽減するために造られたものである。古木に刺さった爆弾の破片が、誤った爆撃が多くなされたことを物語っている。

### 隣接する市町村
オッフェンバッハは、西と北はフランクフルト・アム・マイン、北東はマインタール（マイン＝キンツィヒ郡）、東はミュールハイム・アム・マインおよびオーベルツハウゼン、南はホイゼンシュタムおよびノイ＝イーゼンブルク（以上 4市はいずれもオッフェンバッハ郡）と境を接している。

### 市の構成

オッフェンバッハ・アム・マイン市区図

オッフェンバッハ・アム・マインの市域は、ビーバー、ビュルゲル、カイザーライ、ラウターボルン、ローゼンヘーエ、ルンペンハイム、テンペルゼー、ヴァルトハイムの各市区からなる。2011年にインネンシュタット（市中心部）東部がマチルデンフィールテル（マチルダ街区）と公式に名付けられた。これ以前はこの枚省はビュルゲル市区の一部に用いられていた。
市区内には、好適には個別の街区として認められていないものの地理的状況や建物の集合の具合などから慣例的に街区や集落とみなされているものがある。たとえば、ルンペンハイム市区のハンス＝ベックラー集落、ミュールハイム通り沿いのエーシヒ、ビーバー＝ヴァルトホーフやヴァルト通り沿いのカール＝ウルリヒ集落などである。
統計上の地域には、以下のように行政の番号がふられている（2010年現在）。
| - 11 ホーホシューレ・フュア・ゲシュタルトゥンク（造形大学） - 12 ヴィルヘルムシューレ - 13 メッセハレ - 14 カイザーライ - 15 レーダームゼウム - 16 マチルデンシューレ - 21 デュテディッシェ・クリニーケン - 22 ラウターボルン - 23 フリードリヒスヴァイアー - 24 バッハシューレ - 25 リヒテンプラッテンヴェク - 26 ビーベラー・ベルク | - 31 フォルダーヴァルト＝ローゼンヘーエ - 32 テンペルゼー - 33 ビーバー - 41 ミュールハイマー・シュトラーセ - 42 ヴァルトハイム - 43 ビュルゲル - 44 ルンペンハイム |

上述の市区のうち、以下の 3市区は、かつては独立した町村であった。ビュルゲルは1908年4月1日、ビーバーは1938年4月1日、ルンペンハイムは1942年4月1日にオッフェンバッハに合併した。

## 歴史

### 古代
オッフェンバッハは、561年のフランク王国分裂後に建設された。- bach で終わる語尾は、この時代の典型的な地名の付け方である。前半部は一説には Ovo という人名に関連していると言われる。一方、オットー・フォルガーは 1860年の「オッフェンバッハ自然文化財協会第一報告」の中で、Ave = Aue（川や池沿いの湿った草地）であり、Auenbach が地名の起源であると唱えた。地名の起源は未だに明らかでない。Often（=オーブン。この付近にローマ時代の石灰焼成場があったと推定されている）や、"offenen" Bach（開けた土地の小川）に由来するという説は、地名研究の分野では可能性が低いとされる。6世紀から7世紀に、最も古い集落の南にヴァルト通りに沿ってフランク人の墓地が設けられた。
ローマ時代には現在の市域内をローマ街道が通っていた。この街道はオッフェンバッハを通り抜け（ベルナルト通り）、おそらくビュルゲルやミュールハイム・アム・マインを経由してシュタインハイムに通じていた。ビーバー市区やビュルゲル市区にもローマ時代の痕跡は遺されている。市域内を通っていた 2本のローマ街道がビーバー近郊で交差していた。当時この地域は、ゲルマニア・スペリオル属州の Civitas Auderiensium に属していた。
市内の発掘調査で、石器時代の出土品が発見されている。しかし、石器時代の入植地とフランク人のそれとの間に連続性があるか否かは結論が出ていない。

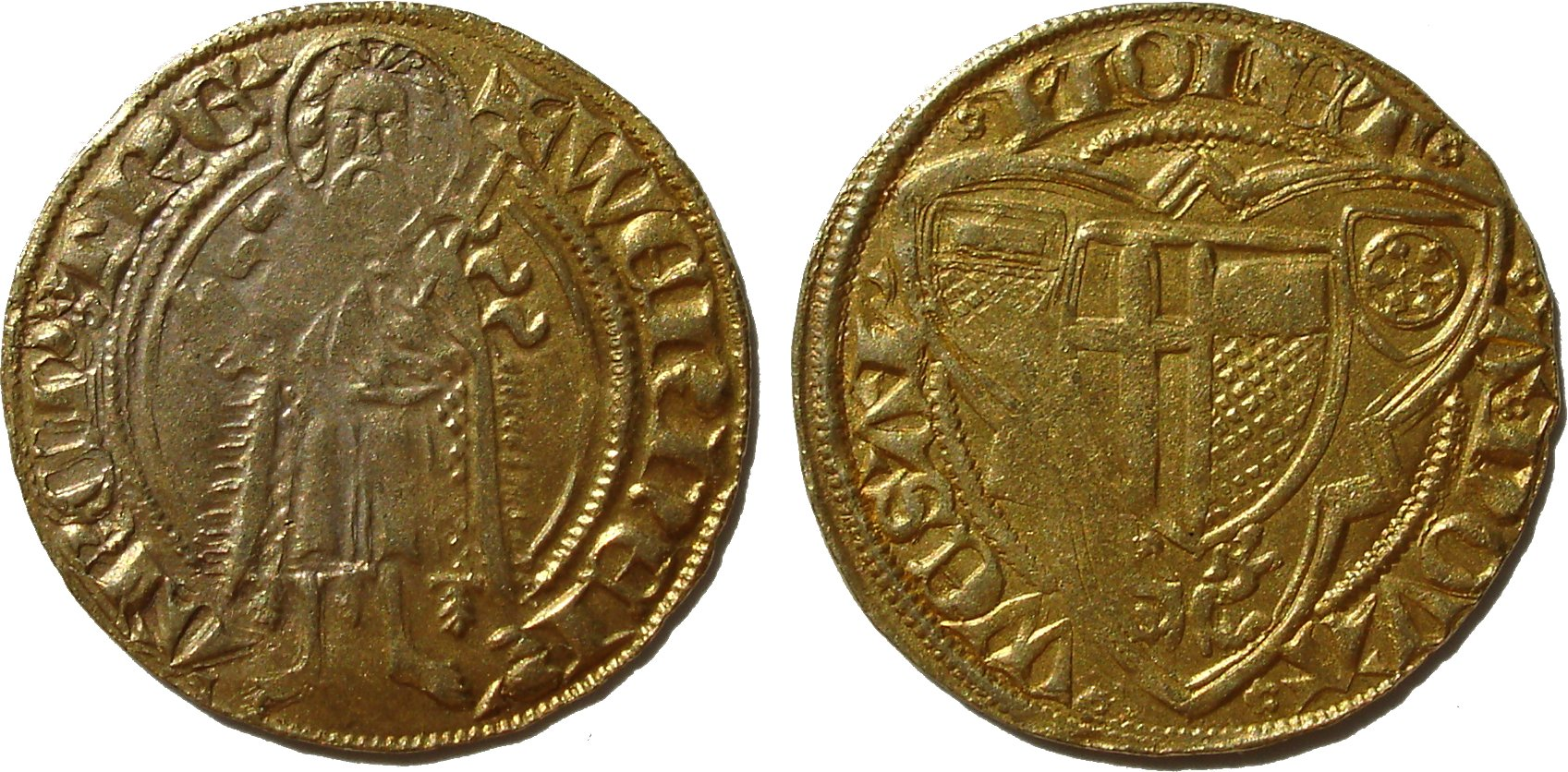
ヴェルナー3世フォン・ファルケンシュタインが1400年頃にオッフェンバッハで発行した金貨

### 中世
20世紀になって合併した現在の市区であるルンペンハイム、ビュルゲル、ビーバーについては、770年、791年、790年にそれぞれ最初の記録が遺されている。オッフェンバッハについての最初の記録は、977年の皇帝オットー2世がフランクフルト・アム・マインのザルヴァートール教会（後の聖堂）に宛てた寄贈証明書に遺されている。それまでオッフェンバッハはマインガウの一部であり、周辺の森はドライアイヒの御狩場に属していた。オッフェンバッハには 30のヴィルトフーベ（農場と農家または地主の屋敷からなる小集落）があった。中世から1819年までオッフェンバッハはビーバーマルクの一部であった。
オッフェンバッハは時代とともにその所有者を替えた。最初の所有者はハーゲン＝ミュンツェンベルク家であった。彼らはドライアイヒの帝国代官として官僚の時代から所領を引き継いできた。ミュンツェンベルク家の断絶後、1255年にファルケンシュタイン家がマイン川沿いの村を相続した。1372年にオッフェンバッハはファルケンシュタイン伯フィリップによって、1000グルデンの借金の担保としてフランクフルト市に質入れされた。トリーア大司教ヴェルナー3世フォン・ファルケンシュタインはオッフェンバッハの領主として1400年頃にマイン川の畔に城館を建設し、硬貨を発行した。フランクフルトはこれを挑発と感じて抵抗した。

### イーゼンブルク伯の宮廷所在地

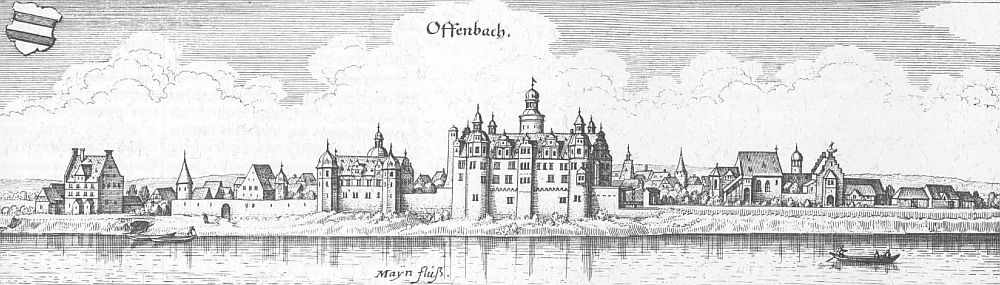
1655年出版のマテウス・メーリアンの銅版画に描かれたオッフェンバッハ

ヴェルナーが死亡したことによりファルケンシュタイン家の男系家系は断絶し、その財産は他の貴族家のものとなった。ファルケンシュタイン家の遺領のうちオッフェンバッハの所領はイーゼンブルク伯ルートヴィヒが相続した。イーゼンブルク＝ビルシュタイン伯ラインハルトの治世に、オッフェンバッハはその宮廷所在地となった。このためにイーゼンブルク城が建設された。1559年、オッフェンバッハに宗教改革がなされた。三十年戦争の際、1631年にバイエルン軍に占領されたオッフェンバッハは、スウェーデン軍によって解放された。イーゼンブルク城でスウェーデン王グスタフ・アドルフによって帝国都市フランクフルトの敗北が宣言された。
イーゼンブルク＝オッフェンバッハ伯ヨハン・フィリップは、1698年にユグノー派の難民を受け容れた。難民たちは街の西側に固有の集落を建設した。これによりオッフェンバッハはミンダーシュタット（小都市）に成長した。この西部集落は、18世紀にはシュタット（都市）と呼ばれるまでに発展した。ユグノー教徒らはタバコ製造業をオッフェンバッハに導入し、これが18世紀の成長市場に合致したのであった。
フランクフルトには経済的自由権がなかったため、多くの企業家が当時の国境を越えてイーゼンブルク伯によって経済的に有利な特権を保証されていたオッフェンバッハに移住した。
1739年にルター派教会（市教会）の定礎がなされ、新しい市場用の広場としてアリス広場（この名称は1879年につけられたものだが）が設けられた。この広場は時にパラーデ広場（閲兵広場）とも呼ばれた。それは、ここでイーゼンブルク軍兵士の演習が行われたためである。

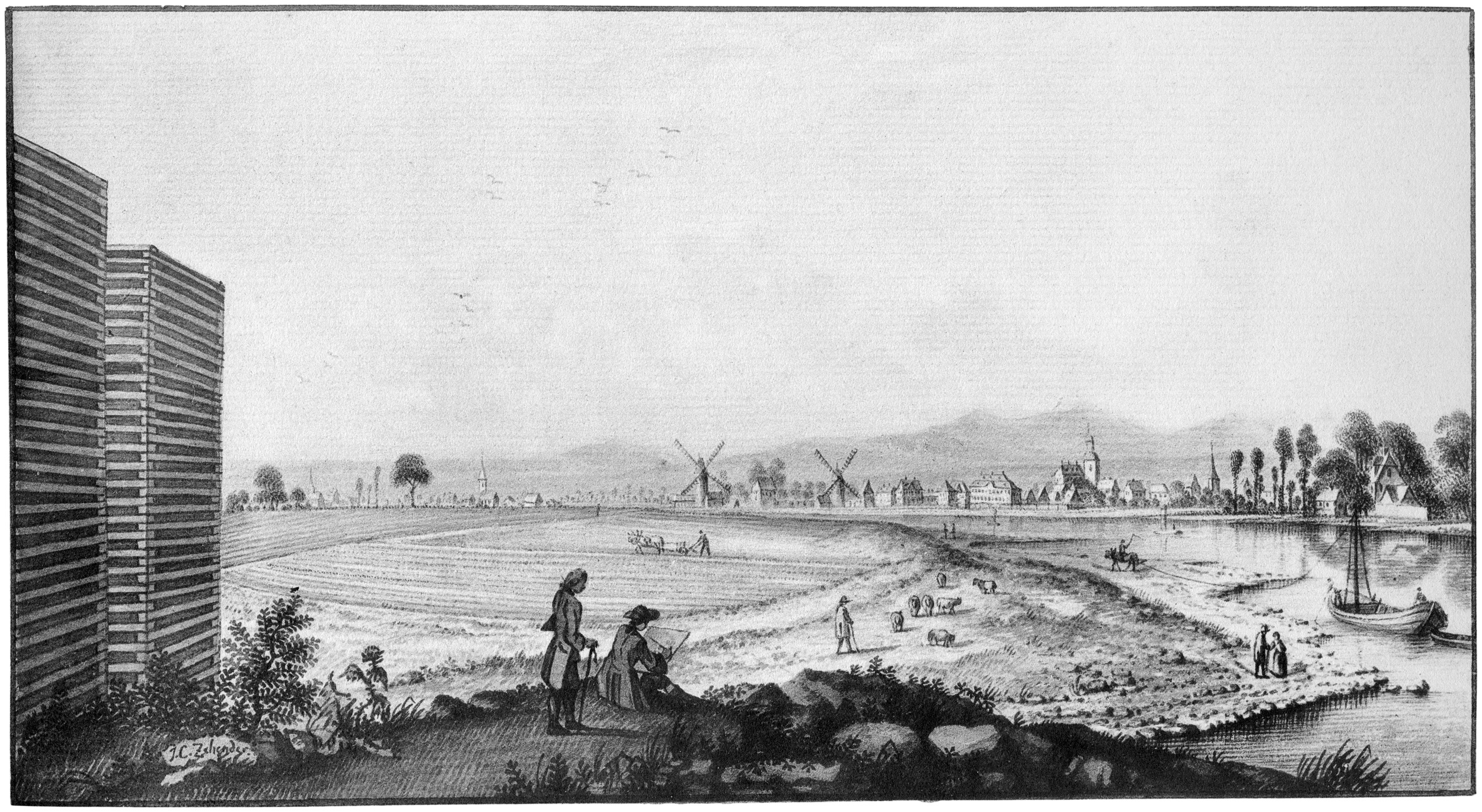
1770年代のオッフェンバッハ近郊（ヨハン・カスパー・ツェーンダー作）

詩人ゲーテは、恋人のリリー・シェーネマンが住んでいたため、1775年にこの街を定期的に訪れている。この頃、皮革加工業が始まり、最初の工業および産業が根付き始めた。ヴォルフガング・アマデウス・モーツァルトやニコロ・パガニーニも興隆著しいこの工業都市を訪れている。前者は出版者ヨハン・アンドレーに楽譜を出版してもらうため、後者はピラッツィが製造した楽器の弦を購入するためであった。1786年には女性作家ゾフィー・フォン・ラ・ロッシュの一家がドーム通り23番地に居を定めた。1792年、オーストリア軍がオッフェンバッハ近郊でマイン川を渡り、ヘヒスト付近でフランス軍に勝利した。1794年、イーゼンブルク侯ヴォルフガング・エルンストによって奴隷が解放された。1798年にはオッフェンバッハで200年以上ぶりにカトリックの礼拝が行われた。カール・ルートヴィヒ・モーリッツ侯はユダヤ人税を1803年に廃止した。1812年にこの街で最後の死刑が執行された。処刑台はヘルマン通りとシェーファー通りの高台にあった。

### 19世紀
最も有名なオッフェンバッハ市民の一人アロイス・ゼーネフェルダーは、1800年に石版印刷（リトグラフ）を発明した。1815年のウィーン会議後、イーゼンブルク侯は、ナポレオンと親しい関係にあったため領主権を喪失した。この街は一時的にオーストリア領となったが、最終的にはヘッセン大公領となった。ビーバーマルクの廃止後、本市はハインバッハと現在のグレンツ通りとの間の1733モルゲンの土地を確保した。これ以後本市は東に向かって拡大していった。それまでは、西あるいは南方面へ拡大するばかりであった。
ヘッセン大公国は、1828年にプロイセン王国の関税地域に編入された。この措置は、中世から続けられてきたもののナポレオン戦争時の大陸封鎖でその重要性を喪失しつつあったフランクフルト・メッセの終焉を意味した。1828年から数年間、オッフェンバッハでメッセが行われたことで、この街はフランクフルト弱体化による利益を得た。この時メッセの会場となった歴史的建造物には現在、ドイツ皮革博物館が入居している。
1830年に一般教育が、次いで1832年に予防接種が義務づけられた。1832年に旧ラントゲリヒツベツィルク・ランゲン、オッフェンバッハ、ゼーリゲンシュタット（ラントゲリヒツベツィルクは当時の地方行政単位）からオッフェンバッハ郡が形成され、オッフェンバッハはその郡庁所在地となった。同じ年に後のオッフェンバッハ・アム・マイン造形大学の前身となる研究機関が創設された。ダルムシュタットの化学者エルンスト・ゼルとフランクフルトの共同出資者カール・エーラーは、オッフェンバッハとビュルゲルとの間のマイン川沿いにタール工場を設立した（現在のアレッサケミー）。

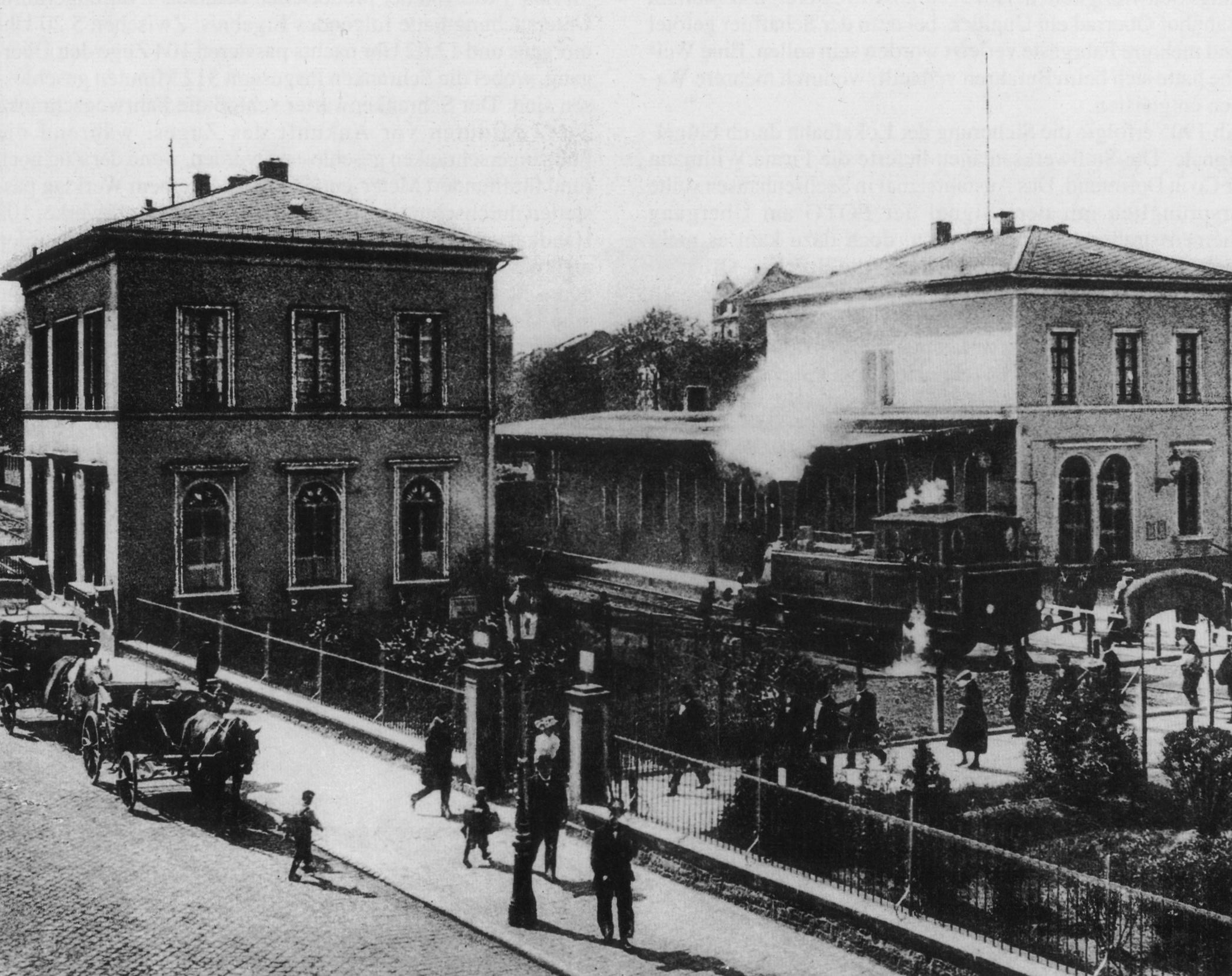
オッフェンバッハ・ローカル鉄道（1900年頃）

1848年にフランクフルト＝ザクセンハウゼンまでのローカル鉄道フランクフルト - オッフェンバッハ線が開通した。オッフェンバッハの駅は市の中心から西のバーンホーフ通りとカイザー通りが交差する場所（現在のバーンホーフ通りとベルリナー通りとの間の公園）に設けられた。最後は蒸気機関車 BR 74 (pr.T14) によって運行されていたこのローカル線は、1955年に廃止された。この鉄道の痕跡は、Sバーンの建設工事が始まるまで、特にオーバーラート駅付近に遺されていた。通りに最初のガス灯が灯り、1853年にドーム通りとクリンマーゲスヒェンとの角に電信局が設けられた。
1873年、当時の南市外に現在の中央駅が建設され、ベーブラ鉄道が営業を開始した。これは重工業や化学産業への道を開くものであった。これによりこの街は、その後20年間でめざましい発展を遂げた。さらに1896年にディーブルク行きのロートガウ鉄道が開通した。その後、ディーツェンバッハへの支線がこれに接続した。1874年12月24日にヘッセン大公領で初の社会民主党機関誌「ノイエ・オッフェンバッヒャー・ツァイトゥング」が発刊された。
フランクフルター通り31番地のライヒスポスト（ドイツ郵便）の支局が移転したことに伴い、1884年12月28日に電話局が設けられ、電話網の運用が開始された。これはベルリン、フランクフルト・アム・マインに次ぐドイツで最も初期の電話網であった。現在、この建物には、ドイツテレコムの DSL中央交換施設がある。
1888年に開発された鉱泉は、99日間だけ帝位にあったドイツ皇帝フリードリヒ3世にちなんで、カイザー＝フリードリヒ泉と名付けられた。この水は塩分が多いため、現在はミネラルウォーターとして販売されていない。

### 20世紀から21世紀

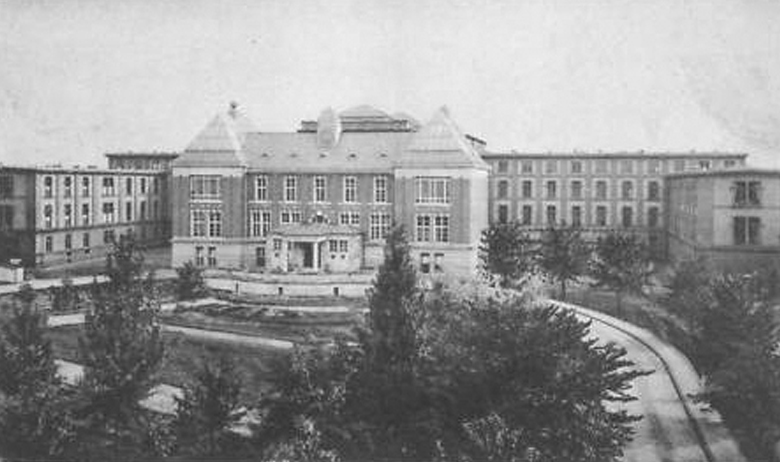
旧病院

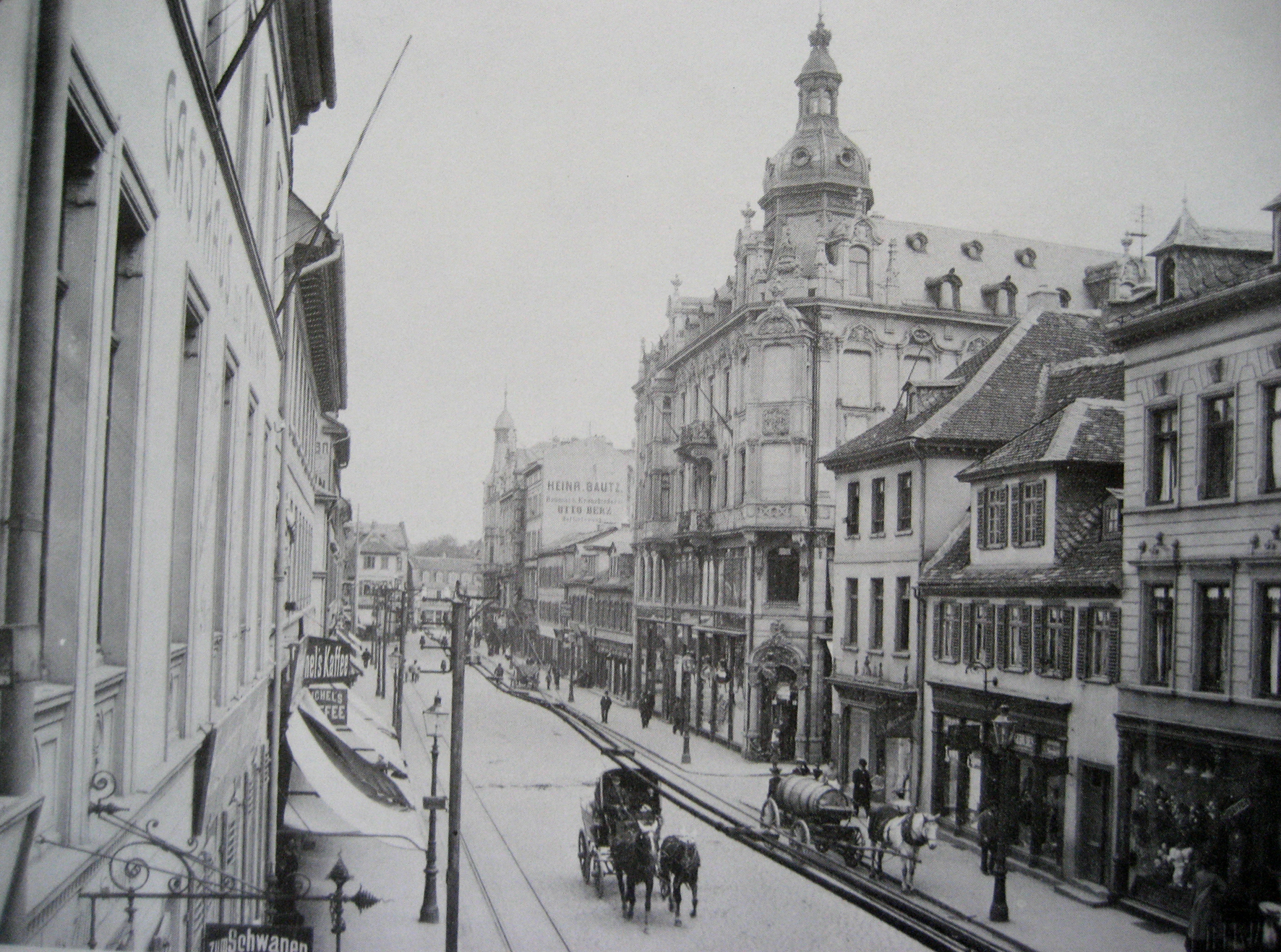
1900年頃のフランクフルター通り

1902年からイーゼンブルクリングとシュタルケンブルクリングの建設が始まり、遊歩道のための並木道の整備がなされた。それ以後のホスピタル通りの病院移転もこれに寄与した。古い病院は一時的に市の行政当局が使用したほか、新しい司法センターが建設される以前からすでに裁判所の一部として利用されていた。しかし、工事によって、ファサード外壁の一部が崩落したためこの建物は取り壊された。新しい司法センターの一部にその再建部分を見ることができる。1908年にビュルゲルが周辺自治体の中で初めてオッフェンバッハに合併した。この合併により、市域はグレンツ通りの東側の、ビーバーやルンペンハイムの町に接するまで東に向かって拡大した。
フーゴー・エーバーハルトによって設計された現在の造形大学のシュロス広場（城館広場）の新校舎は1917年に完成した。この広場にはその後、ユーゲントシュティールの彫刻家ハインリヒ・ヨプストによってルード＝マイヤーの泉が造られた。1919年に兵舎（現在の税務署）前で起きた聖金曜日の反乱には17人が参加した。1920年、フランス軍がこの街を1か月間占領した。1922年、市の南部でテンペルゼー住宅地の建設が始まった。世界恐慌では、住民の半数以上が失業した。アドルフ・ヒトラーは、1932年7月16日にシュターディオン・ビーベラー・ベルクで選挙運動を企画したが、OFC (Offenbacher Fußball Club Kickers 1901 e. V.) のマンフレート・ヴァインベルクらの抵抗により実現しなかった。後にヴァインベルクはこのクラブから追放された。オッフェンバッハ住民の一部は、1936年まで国家社会主義者による権力掌握と統制政策に抵抗を続けた。
1938年11月1日にオッフェンバッハは、郡独立市としてオッフェンバッハ郡から分離されたが、同郡の郡庁所在地の地位はそのままとされた。この頃、ビーバーがオッフェンバッハに合併した。同じ11月にはユダヤ人排斥運動（水晶の夜）によってシナゴーグ（現在のカピトール）が冒瀆され、多くの住宅やオフィスが破壊された。1942年にルンペンハイムがオッフェンバッハに合併した。
第二次世界大戦でオッフェンバッハの 36 % が破壊された。損害は特にアルトシュタット（旧市街）とヴェストシュタット（西市街）とに集中していた。爆撃を免れた建物もその後数十年間の都市刷新のために解体された。市中心部の西側にあたるヘルン通りとシュロス通りとの間はかつては田園都市風の特徴が色濃かったが、オフィスビルで占められるようになった。たとえばノヴォトニー・メーナー・アソツィールテ建築事務所の「N+M ハウス」などである。マルクト広場沿いの建物は、その痕跡に至るまで取り除かれた。ディーツェンバッハとヴァルト通りとの間で、1953年にカール＝ウルリヒ住宅地の建設が始まった。オッフェンバッハは1954年に人口 10万人を超え、ヘッセン州で最も新しい大規模都市となった。本市は、ヨーロッパ統合構想に対し、多大の尽力を行った功績により、1956年にヨーロッパ賞を受賞した。市は、1960年にホイゼンシュタム近郊のヴィルトホーフを獲得し、ヴィルトホーフ森林地区の保全にあたった。1971年にベルリナー通りの現在の市庁舎がオープンし、旧病院（現在の司法センター）から行政機能が完全に移転した。1977年にオッフェンバッハ 1000年祭が開催された。
オッフェンバッハは、1970年代後半という最も早い時期に産業構造の変化にみまわれた町の一つである。皮革産業や電子産業は急速に被雇用者数を拡大した。総合的な反映に至る最初の段階でオッフェンバッハは、フランクフルト・アム・マインの中心街に近いという利点を活かし、構造変化を克服した。人口減少もわずかな期間で解消された。1995年にオッフェンバッハはライン＝マインSバーンで結ばれた。
2002年にルンペンハイム城が復元再興され、高級住宅に転用された。同じ年にオッフェンバッハ郡は郡庁所在地をディーツェンバッハに移した。市当局による異例に迅速な営業建築の許可や良好な交通インフラは、企業の新たな進出（たとえば、ヒュンダイモータースのヨーロッパセンターなど）に寄与している。また、賃貸住宅は、フランクフルト中心街に比較的近いことや交通の便が良いことから、特に19世紀後半の泡沫会社乱立時代に建てられた多くの共同住宅の人気が高まっている。

### 人口推移
1875年、オッフェンバッハには約 25,000人の住民がいた。この数値は、1900年までには倍の 5万人に増加した。1854年8月18日にこの街の人口は10万人を超えた。2011年12月末時点でのオッフェンバッハを主な住所とする人口は 121,970人である。
オッフェンバッハには様々な国の人が住んでいる。2007年3月現在の全人口に占める非ドイツ人の割合は、30.1 %（35,326人）であった。その主な国は、トルコ（7,193人）、イタリア（3,916人）、ギリシア（3,610人）、セルビア・モンテネグロ（3,156人）、クロアチア（1,905人）、ポーランド（1,769人）、モロッコ（1,628人）、ボスニア・ヘルツェゴヴィナ（1,357人）などである。
オッフェンバッハは、シュトゥットガルトやフランクフルトをわずかに上回り、ドイツで最も外国人比率の高い町であった（出典: Die Zeit 2005/06）。移民系住民の比率は 54.3 % であった（2011年現在）

1540年以降のオッフェンバッハ・アム・マインの人口推移

## 宗教

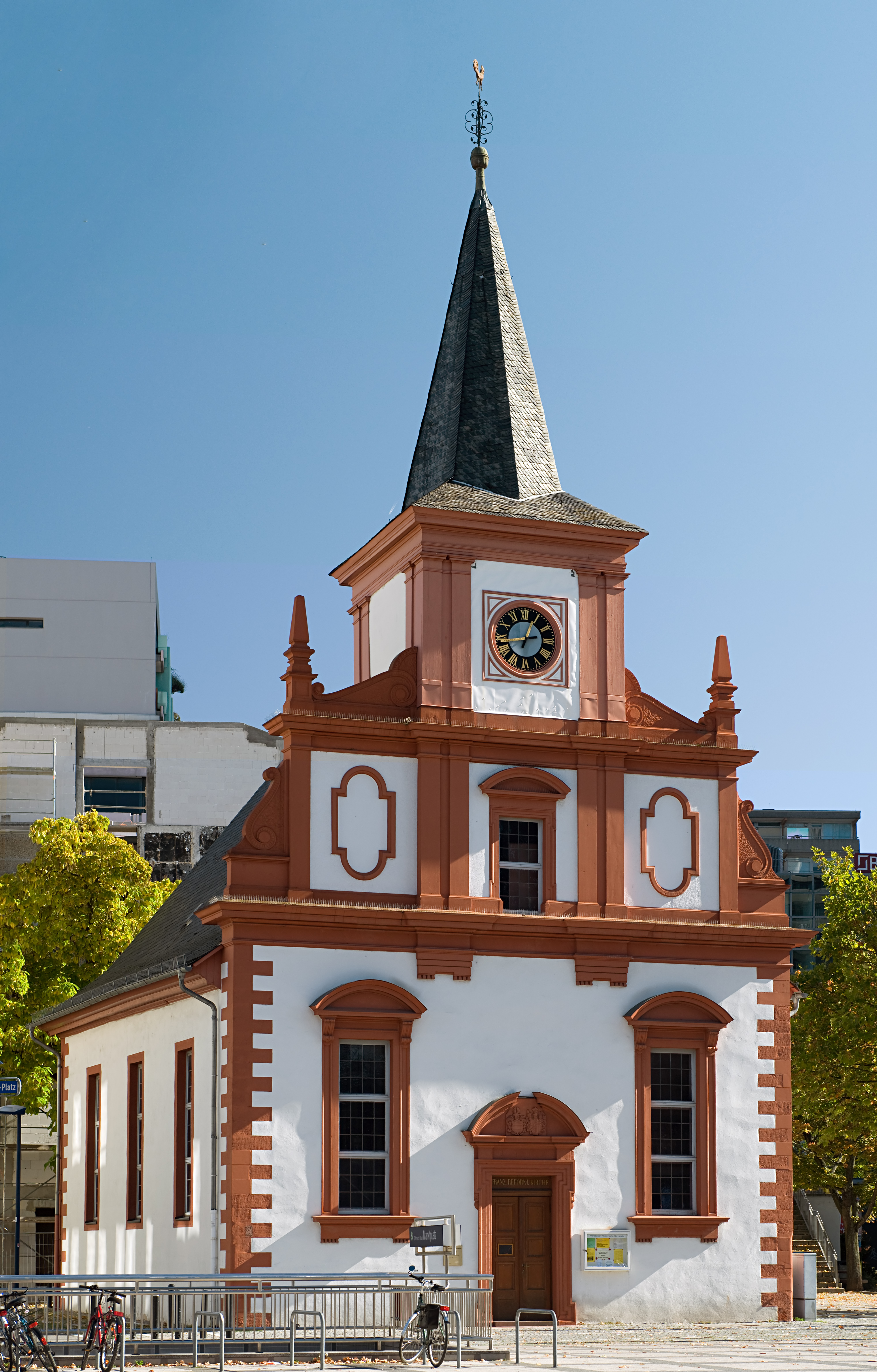
フランス改革派教会

オッフェンバッハは、宗教改革以前はマインツ大司教区に属した。イーゼンブルク伯ラインハルトが1542年にルター派の教義に基づく宗教改革を行い、1592年に改革派教会に改めた。その後、この街は何世紀もの間改革派教会の街であった。1734年からルター派の教会組織が再興され、礼拝が行われるようになった。ヘッセン大公領への移行後、1848年に改革派教会とルター派教会の統合がなされた（ヘッセン福音主義州教会）。この組織はその後、ダルムシュタットに本部を置くシュタルケンブルク教区監督管区に属すこととなった。後にオッフェンバッハは独自の北部シュタルケンブルク監督教区の本部所在地となり、2013年現在、ドイツ福音主義教会(EKD)に属しているヘッセン＝ナッサウ福音主義教会ライン＝マイン監督管区の一部となっている。オッフェンバッハの教会組織はオッフェンバッハ監督官区に属す。
ローマカトリック教会は、この街では遅くとも18世紀までに再興している。1798年から再び礼拝を行っているが、信仰の自由が完全に認められたのは1825年になってからであった。1900年頃、この街のカトリック住民の比率は約 30 % であった。この比率は、カトリックの街であったビーバーおよびビュルゲルを合併した1930年代に変化した。市の教区はマインツ司教区のオッフェンバッハ首席司祭区に属す。
ユダヤ教組織は、19世紀には約 1000人、1939年には約 550人の信者があった。その後ユダヤ人の家長たちは強制収容所に送られ、家族たちはオッフェンバッハのドーム通りにある建物（現在は職業安定所になっている）に非人道的な環境条件の下で収容された。その多くは後に追放され、あるいは殺害された。1945年以後小さなユダヤ教組織が再結成された。現在、約 1000人のユダヤ人がオッフェンバッハに住んでいる。1916年に建設されたシナゴーグは1938年の排斥運動で荒らされ、後に映画館として利用されていた。戦後はオッフェンバッハ市立劇場となっている。一時はミュージカルの公演が行われていたが、現在はたとえばコンサートなどに利用されており、イベント会場として貸し出されている。新しいシナゴーグおよびユダヤ教の組織センターは旧シナゴーグの向かいにある。
シラー広場のオッフェンバッハ自由信仰教会は1845年に設立され、2007年には約 1,700人の信者を数えた。この教団は、ヨーゼフ・ピアッツィによってドイツ＝カトリック教会組織として設立された。ローレンツ・ディーフェンバッハは若い頃にここで責任ある立場を務めていた。この教団はドイツ自由信仰連合 (BFGD) および信仰の自由国際連盟 (IARF) の会員である。この教団は2006年9月から自由信仰の幼稚園を運営している。
テンペルゼー地区のギリシア正教会も多くの信者を擁している。オッフェンバッハは、ギリシア正教会信者の比率が高い大都市である。
復古カトリック教会のオッフェンバッハ教区は1873年に設立された。当時オッフェンバッハ（復古）カトリック教会の信者らは「憲章」を作成し、その中で法王の無誤謬性のドグマと普遍的裁判権とを厳格に否定し、自らこそが古い信仰を堅持するカトリックであることを明言している。教団形成の権利、礼拝の作法や聖職者の任命権についても記したこの宗教憲章は、オッフェンバッハの復古カトリック教会の会員名簿でもある。この名簿に署名した者はその時からこの教団の信者となる。最初の署名には、昔のオッフェンバッハ市民の名が記されている。「オッフェンバッハに本部を置くオッフェンバッハとビーバーの復古カトリック教会教区」は、1874年にダルムシュタットの大公の行政府によって公式に承認された。オットー＝シュタインヴァハス＝ヴェクとビスマルク通りとの間に復古カトリック教会のクリストゥス教会がある。
オッフェンバッハには、新使徒派教会もある。この教会組織は1906年に設立された。ビュルゲル市区にも別の教区組織があったが、中心市街の組織に統合された。本市で最も新しい教会組織は、FeG オッフェンバッハである。この組織は連邦 FeG に属す自由教会である。毎月第1、第2、第3日曜日にオッフェンバッハの CinemaxX で礼拝を行っている。
オッフェンバッハでは1910年からシュタットミッションが組織されている。この組織はオッフェンバッハ青十字団と連携して聖書サークルを運営している。
移民を背景に持つ住民の比率が大きいことを反映して、ムスリムの組織もある。5つの教団の他にアレヴィー派の教団も存在している。

## 行政

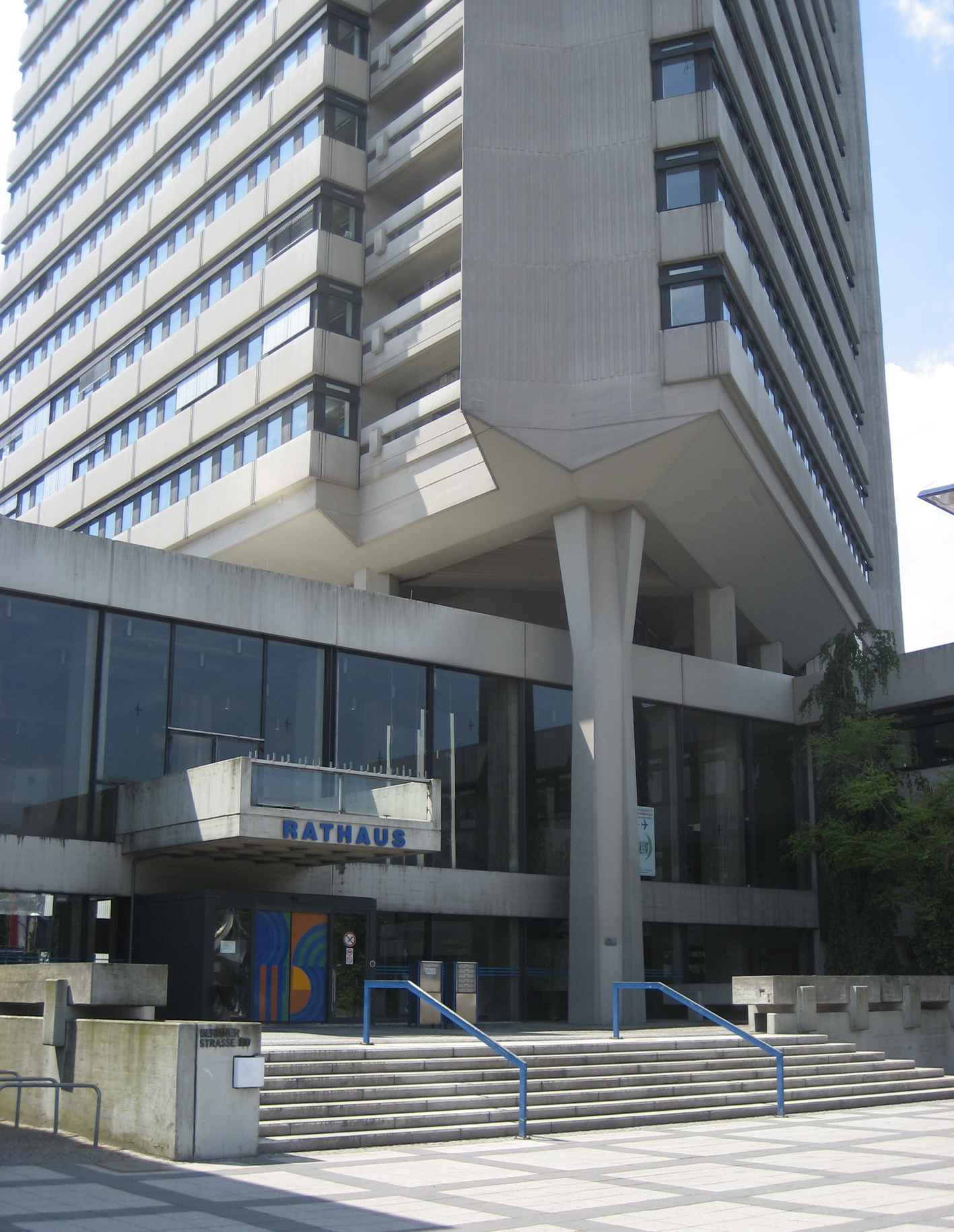
オッフェンバッハ・アム・マイン市庁舎

伝統的な工業都市であるオッフェンバッハはかつては「ロート・ホーホブルク」（「赤の牙城」＝社会主義地盤）の街であった。

### 市議会
2021年のオッフェンバッハ・アム・マイン市議会議員選挙結果と議席配分を以下に示す。
| 政党                                     | 得票率 (%) | 議席数 |
| ---------------------------------------- | ---------- | ------ |
| SPD                                      | 28.4       | 20     |
| Grüne                                    | 18.1       | 13     |
| CDU                                      | 18.1       | 13     |
| Die Linke                                | 8.5        | 6      |
| AfD                                      | 7.3        | 5      |
| FDP                                      | 6.2        | 4      |
| Freie Wähler                             | 4.3        | 3      |
| Forum Neues Offenbach                    | 2.7        | 2      |
| Piraten                                  | 2.2        | 2      |
| PARTEI                                   | 1.6        | 1      |
| Junges Offenbach                         | 1.3        | 1      |
| Bündnis für Innovation und Gerechtigkeit | 1.3        | 1      |
| 計                                       | 100.0      | 71     |
| 投票率                                   | 35.5       | 35.5   |

### 首長
オッフェンバッハには、1874年までは名誉職の市長がいるだけであったが、1887年以降は上級市長と呼ばれる首長を置いている。
第二次世界大戦以後の首長を列記する。
- 1945年 - 1946年: フリッツ・ライニッケ（無所属、1946年からSPD）暫定市長
- 1947年 - 1949年: ヨハネス・レプホルツ (SPD)
- 1950年 - 1957年: ハンス・クリューバー (SPD)
- 1957年 - 1974年: ゲオルク・ディートリヒ (SPD)
- 1974年 - 1980年: ヴァルター・ヴックペッシュ (SPD)
- 1980年 - 1986年: ヴァルター・ジュールマン (CDU)
- 1986年 - 1994年: ヴォルフガング・ロイター (SPD) 1986年 - 1988年は暫定市長であった。
- 1994年 - 2006年: ゲルハルト・グラントケ (SPD)
- 2006年 - 2018年: ホルスト・シュナイダー (SPD)[16]
- 2018年1月21日 - :フェリックス・シュヴェンケ (SPD)[16][17]

オッフェンバッハ・アム・マイン市の旗

### 紋章
オッフェンバッハ・アム・マイン市の紋章は、青地に5つの銀のドングリをつけ、根を張った銀のオークの木が描かれている。市の色は、白 - 青である。オークの木は、昔この街の市域が属していたドライアイヒ帝国林を示している。

### 姉妹都市
| - ピュトー（フランス、オー＝ド＝セーヌ県）1955年 - エシュ＝シュル＝アルゼット（ルクセンブルク）1956年 - メードリング（オーストリア、ニーダーエスターライヒ州）1956年 - サン・ジル（ベルギーブリュッセル首都圏地域）1956年 - タワー・ハムレット区（イギリス、ロンドン）1956年 - ゼムン区（セルビア、ベオグラード）1956年 - ヴェッレトリ（イタリア、ラーツィオ州）1957年 | - 川越市（日本、埼玉県）1983年 - リバス（ニカラグア、リバス県）1988年 - オリョール（ロシアオリョール州）1988年 - ケーセグ（ハンガリー、ヴァシュ県）1995年 - 揚州市（中華人民共和国、江蘇省）1997年 |

友好都市
- ナハリヤ（イスラエル、北部地区）1960年代から

## 文化と見所

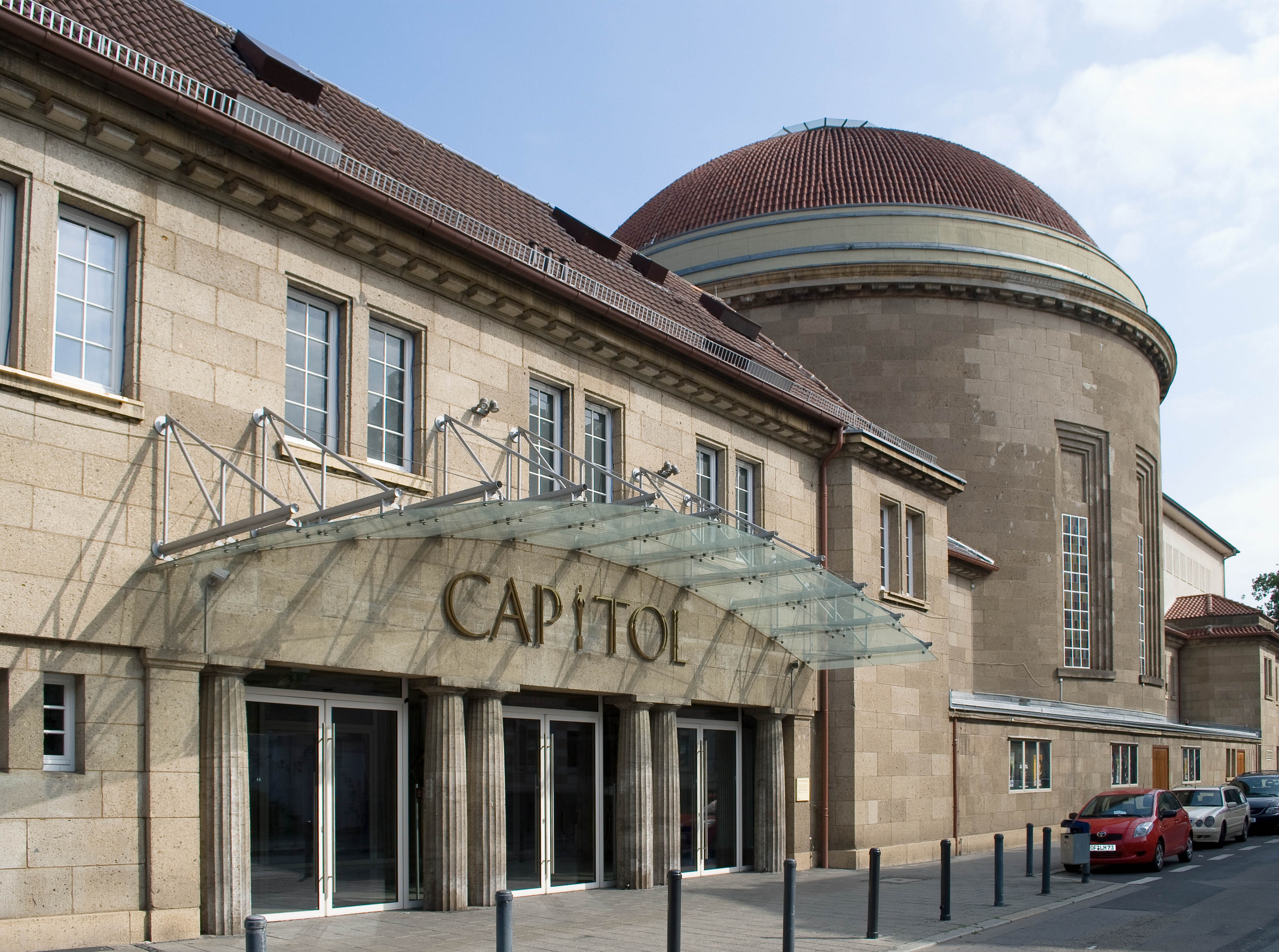
カピトール

旧シナゴーグのカピトール、それに隣接するメッセとシュタットハレ（市立ホール）は重要な催事場である。オッフェンバッハ・アム・マイン造形大学 (HfG) の周辺では、小さな内覧会（ファールラートハレやハーフェン 2 で開催される）から、クロス・メディア・ナイトや若い才能祭などといった大規模な展覧会まで様々なイベントが開催されている。フランクフルト・ノイエ・フィルハーモニーは2005年からカピトールを本拠地としている。
「博物館の夜」は、フランクフルトと共同で開催されている。この他にマイン川沿いのビュージング邸とイーゼンブルク城との間で毎年マインウーファーフェスト（マイン川の岸辺祭）が開催されている。1970年代、オッフェンバッハには活発なジャズシーンが展開されていた。

### 演劇
オッフェンバッハには、バラエティーショーや園芸のための小劇場、カピトールや市立ホールあるいは皮革博物館のフーゴー・エーバーハルト・ザールといったイベントホールがあり、演劇の上演も行われている。オッフェンバッハにおける演劇の伝統は、1911年に設立された「テアタークルプ・エルマ」に由来し、この劇団からカール・フレデリック・シュリッケル（TVシリーズ「シュタットクリニーク」の出演俳優）が輩出されている。

### 映画
オッフェンバッハにおける小さな映画館による豊かな映画環境は1990年代の末に幕を閉じた。1997年にカイザー通りのキノ・ブロードウェイが閉館し、大手映画館チェーンによる新しく大きな映画館 Cinemaxx がオープンした後、1999年にグロリアが閉館した。皮革博物館内には改装された映画ホールがあり、1980年代から一時的に市の映画館となった。これをプログラム映画館にしようという試みが企画されている。この他、夏になるとハーフェン 2で野外映画会が時折行われる。

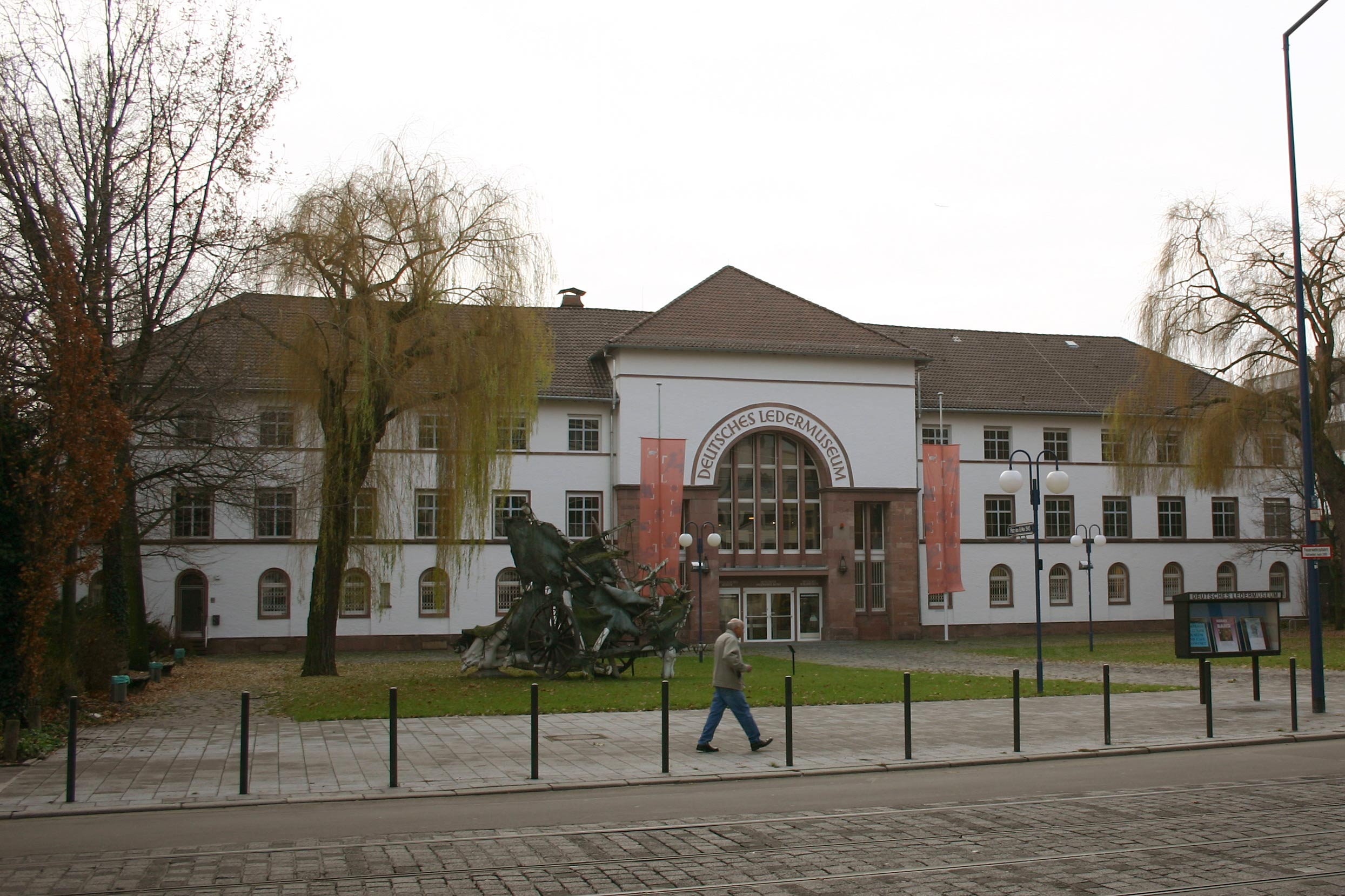
ドイツ皮革博物館

- メッセ・オッフェンバッハ
- 市立ホール

### 博物館
ドイツ皮革博物館は、建築家で造形大学教授のフーゴー・エーバーハルトによって設立された。現在は、皮革製品、民俗資料、実用の工芸品が展示されている。ドイツ靴博物館が、皮革博物館に併設されている。
クリングスポール博物館は、国際的な書籍と文書の博物館である。この博物館は、カール・クリングスポールと1938年にニューヨークに移住したオッフェンバッハ出身者ジークフリート・グッゲンハイムのコレクションを基盤としている。この博物館は、書籍印刷の歴史、イラストレーション、タイポグラフィーに関する文物を収蔵している。特にルドルフ・コッホ（オッフェンバッハ書体の開発者）、オットー・ライヒェルト、ハインリヒ・ヨストらの遺品や、ジャンバチスタ・ボドーニの "Manuale Tipografico"、ペーター・ベーレンスの作品などがある。
「ハウス・デア・シュタットゲシヒテ」（市の歴史館）は、市立博物館と市立文書館からなり、オッフェンバッハ市の歴史的発展について展示を行っている。重点は、オッフェンバッハの手工業、ユグノー教徒、書籍印刷である。ここにはビーバーの護符も展示されている。2011年4月にエーリヒ・マルティンの作品を含む近代芸術/グラフィック作品部門がオープンした。
- クリングスポール博物館
- 市の歴史館

### 街の景観
オッフェンバッハは、17世紀後半から18世紀のユグノー教徒による建物を特徴する街であった。その典型的な建築様式は、マンサード屋根にある。この時代の建物で最も規模が大きなものがフランス改革派教会と、フランクフルター通りとアリス広場との角にオリジナルのまま保存されているオフィスビルである。戦後復興とベルリナー通りの建設により中心街の風景は一変した。これに対して隣接する地区にある泡沫会社乱立時代の建物はほとんど無傷で遺されている。
この街には、430の文化財建造物の他に、29の「ゲザムトアンラーゲ」（街並みや緑地帯などの風致地区）があり、合わせて約 1,600 の保護建造物がある。

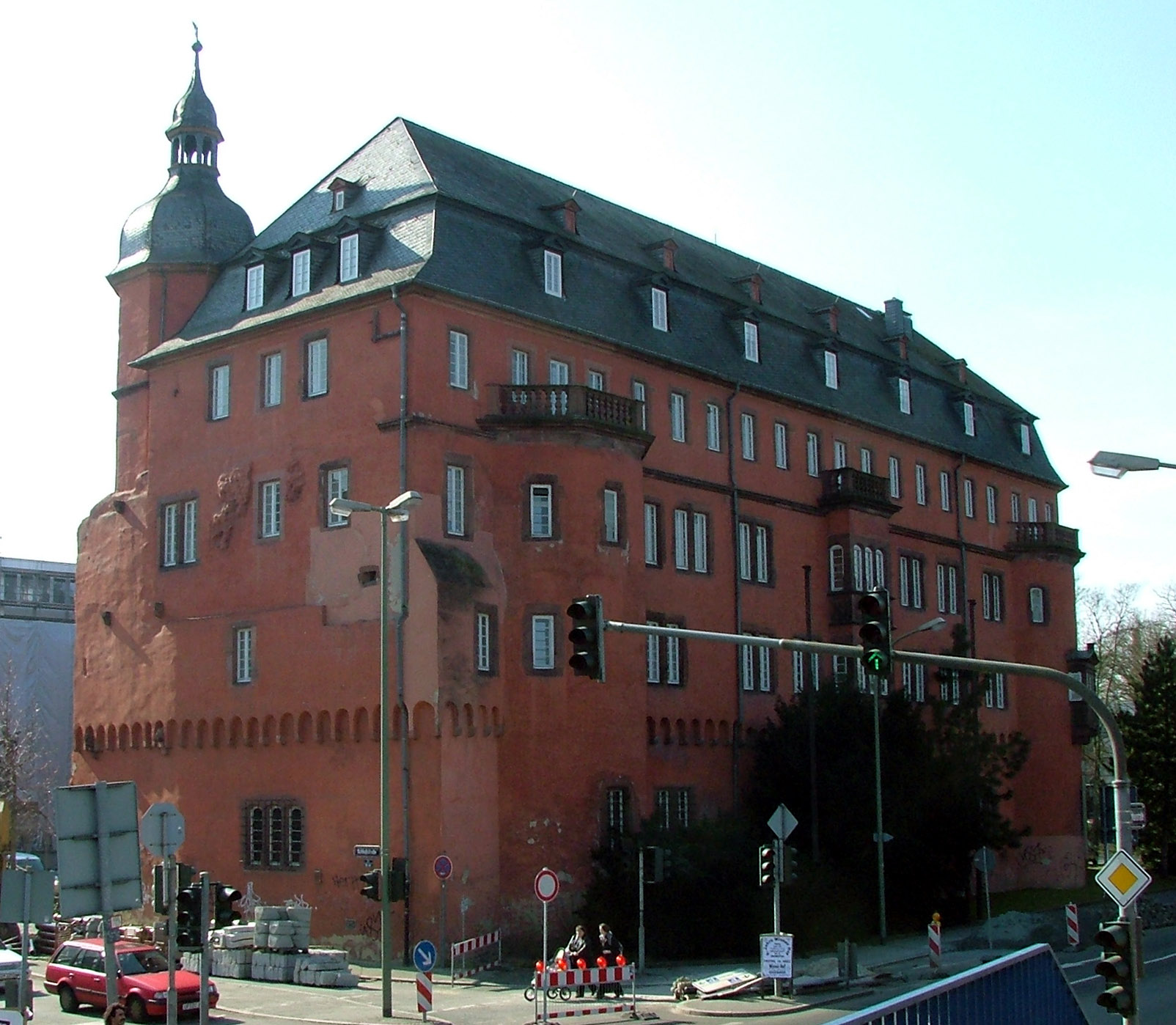
イーゼンブルク城

#### ルネサンス
オッフェンバッハの象徴的建造物で、最も有名な建物は、イーゼンブルク城である。この城館は、1576年にイーゼンブルク伯によって建造されたもので、アルプスの北側で最も重要なルネサンス建築の一つに数えられる。
この城館は、何度も改修がなされた。最後の修復は、第二次世界大戦で屋根の骨組みが焼失した後のものである。その本来の姿は、マテウス・メーリアンの風景版画に見ることができる。この城館は 1999年から、隣接するオッフェンバッハ・アム・マイン造形大学の一部となっている。所有者はヘッセン州である。

#### 古典主義建築
古典主義建築は、主に市内中心部、たとえばフランクフルター通りなどで見られる。この様式の建物は、3階建または高くても4階建であり、鎧窓が付けられている。
リリー・テンペルは、1798年にオッフェンバッハ・リリー公園内に公衆浴場として建設された。この建物は、ニコラス・アレクサンドレ・サラン・ド・モンフォールの作品のうち、ライン＝マイン地区で唯一原型のまま保存されている建物である。都市伝説によれば、この園亭の名前はゲーテの恋人にちなんだもので、彼らは 1775年にこの公園でデートしたとされている。この古典主義建築は、2004年の修復後、ある個人に永代借家権が与えられた。
ルンペンハイム城は、ヨーロッパ貴族が集まる場所であった。第二次世界大戦で外壁が破壊されたこの建物は、1965年にオッフェンバッハ市の所有となり、多くの部分が修復された。最後に行われた中央翼の修復後（2002年頃）、1805年頃の外観を取り戻した。現在この建物は私邸となっている。2011年までは城の中庭は、そこから続く城館公園で中世祭（マーケット）が開かれていた。

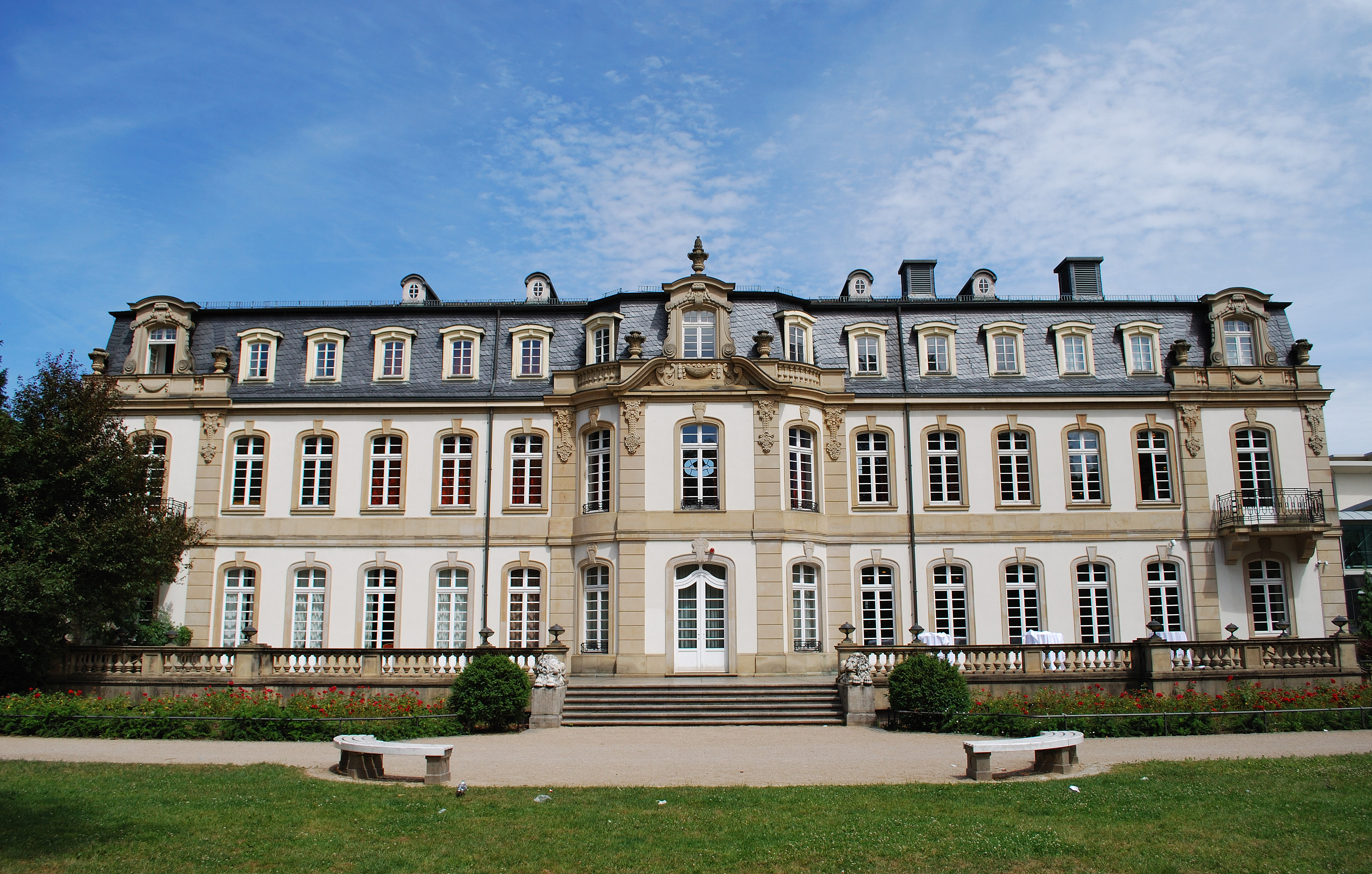
ビュージング邸

#### 歴史主義様式
その後工業化され大都市に成長したオッフェンバッハでは、爆撃による被害や都市改造にもかかわらず歴史主義建築が主流を占めるようになった。他の大都市とは異なり、この街ではほとんどの大企業が労働者用住宅を建設しなかった。成り上がった市民や企業は贅沢な設備の堂々とした建物を遺した。歴史主義様式の最も傑出した作品は、1775年にはすでに建設されていたのだが、1901年から1907年にかけてネオバロック様式に改築されたビュージング邸である。これはオッフェンバッハの企業家ベルナルト一家の都市型邸宅であった。現在、本館内には戸籍役場、市立図書館、クリングスポール博物館が入居している。この豪華な館の部屋は、様々な目的のために市によって貸し出されている。
この他の歴史主義様式の贅沢な建造物は、主に、ヴェストエントのお屋敷街やフランクフルター通り西部の南側に集まっている。パーク通りのライプニッツ・ギムナジウム旧館やドライアイヒ公園の端にある19世紀後半のいくつかのコンクリート建築も見応えがある。
重要なネオバロック様式の宗教建築に、ビーベラー通りのカトリック教区教会聖マリエン教会がある。バロック様式を基調とし、ユーゲントシュティールをアクセントに加えたこの三廊式教会は、マインツの聖堂建築家ルートヴィヒ・ベッカーの設計に基づいて1911年から1913年に建設された。Sバーンの工事により構造上の損傷を受けたが、その後完全に修復された。教会の南にあたるマチルデン街区はインネンシュタット周辺部に造られた泡沫会社乱立時代の住宅地の典型例である。
インネンシュタット南部および中心部に近い地域の景観は、泡沫会社乱立時代に建てられた賃貸アパートによって占められている。その多くはユーゲントシュティールの影響を受けた保守的な古典主義建築後期の作例である。建築装飾は主に砂岩で造られている。また、いくつかの建物はクリンカー（オランダ焼きレンガ）造りである。こうした建物の状態はそれぞれ大きく異なっており、文化財にふさわしい方法で修復が行われている。

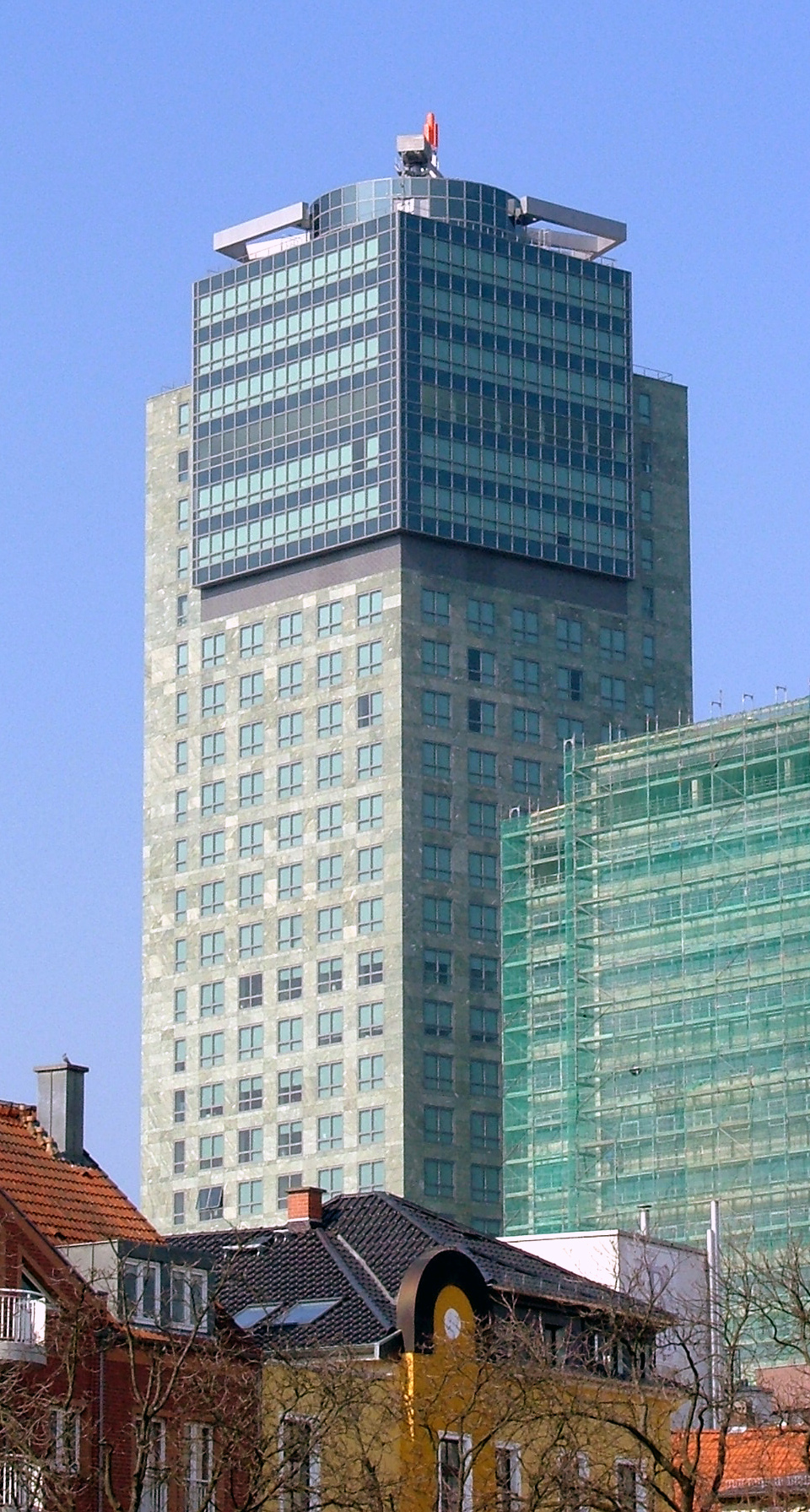
オッフェンバッハ・シティー・タワー

#### 20世紀の建築
建築家で皮革博物館の創始者であるフーゴー・エーバーハルトは、20世紀の初めにオッフェンバッハでいくつかの建物を建設した。ハイネ＝ファブリークの管理棟、AOK、技術学校（現在の造形大学）の建物がそれである。これえらの建物は近代建築への移行期の重要な実例である。大学は、1982年に建築学科が廃止になるまでに多くの建築家を輩出した。ここで教鞭を執った人物としては、ドミニクス・ベーム（息子でプリツカー賞受賞者のゴットフリート・ベームはオッフェンバッハで生まれ育った）、ヨーゼフ・リングス、ベルンハルト・ヘルムケス、ヴァルター・シュヴァーゲンシャイト（フランクフルトのノルトヴェストシュタットの設計者）らがいる。イーゼンブルク城内にある大学の真向かいにヘッセン州の建築局が入居しており、数多くの公共建造物（主には学校建築）が、ここで設計されている。ドミニクス・ベームの初期作品である邸宅のいくつかがオッフェンバッハに保存されている（ブーフラインヴェク、タウヌスリング、アム・ヴァルトパーク）。
1945年以後、3組の全国的に有名な建築家（事務所）がオッフェンバッハで仕事をした。パウル・フリードリヒ・ポーセネンスケ、アドルフ・バイヤーと高層家屋プロジェクトで知られるノボトニー・メーナー・アソツィールテ建築事務所である。怒濤のような復興期であったにもかかわらず、これらの建築家たちはこの街で高い創造的価値を持つ建築を数多く実現していった。アドルフ・バイヤーは、ルドルフ＝コッホ＝シューレ、連邦火酒専売管理局、ベートーヴェンシューレを設計した（特徴は互い違いにずれた建物の形、フィリグラン（金銀線細工）と施した金属フレームの窓や明るいクリンカーの使用などである）。パウル・フリードリヒ・ポーセネンスケはフンボルトシューレやドイツ気象庁を設計した。戦後復興期の1952年 - 1954年にフランクフルター通り沿いにヴァルター・アーケードが設けられた。家具屋にちなんで名付けられたこのアーケードは1960年代まで存在していた。ガラスモザイクで装飾されたアーケードはフリッツ・ライヒャルトによって設計されたものであった。
現在も活動しているノヴォトニー・メーナー・アソツィールテは、より新しい作例であるオメガ・ハウスや高さ 120 m のシティー・タワーが代表作として挙げられる。復興期にはゼップ・ルフ（三位一体教会、聖ペーター教会）やエゴン・アイアーマン（ラウターボルンのアトリウムハウス）といったスター建築家がこの街で活動した。1971年にオープンした高さ 70 m の市庁舎は、打ちっ放しコンクリートの優れた作例としてヘッセン州の保護建築リストに登録されている記念碑的な建築である。オッフェンバッハの第二次世界大戦後最も有名な都市計画が、東西軸となっているベルリナー通りの建設である。初めは都市型アウトバーン風の性格を有する4車線の道路であったが、Sバーンの工事完了後に並木道に改造された。CinemaxX や様々なオフィスビルなど新しい建物が造られた。
産業構造の変化により、とりわけカイザーライ市区で数多くのオフィスビルが建設された。オメガ・ハウス、BHF銀行、ジーメンス＝パワー＝ジェネレーション、ハニーウェル、ヒュンダイ・ヨーロッパなどである。1999年にKSPエンゲル・ウント・ツィマーマン建設事務所は、ベルリナー通りに市立貯蓄銀行の建物を建設した。戦後期の建築上のミスの改修も行われた。旧病院の打ちっ放しコンクリートのファサードが改修され、「ツヴァイテ・エベーネ」（第二の平面）が取り壊された。市民病院は新しい建物に移された。
戦後の建造物の扱いは熟慮されていない。このため、後期モダニズム建築の実例が、たとえば旧ドイツ気象庁庁舎（パウル・フリードリヒ・ポーセネンスケ設計）のように取り壊されたり、あるいはドライアイヒ公園前の警察署やドイツ統一広場前の旧商工会本部さらにはその向かいのルドルフ＝コッホ＝シューレなどのように改修・改築されてその創造性を無価値にされてしまったりしている。

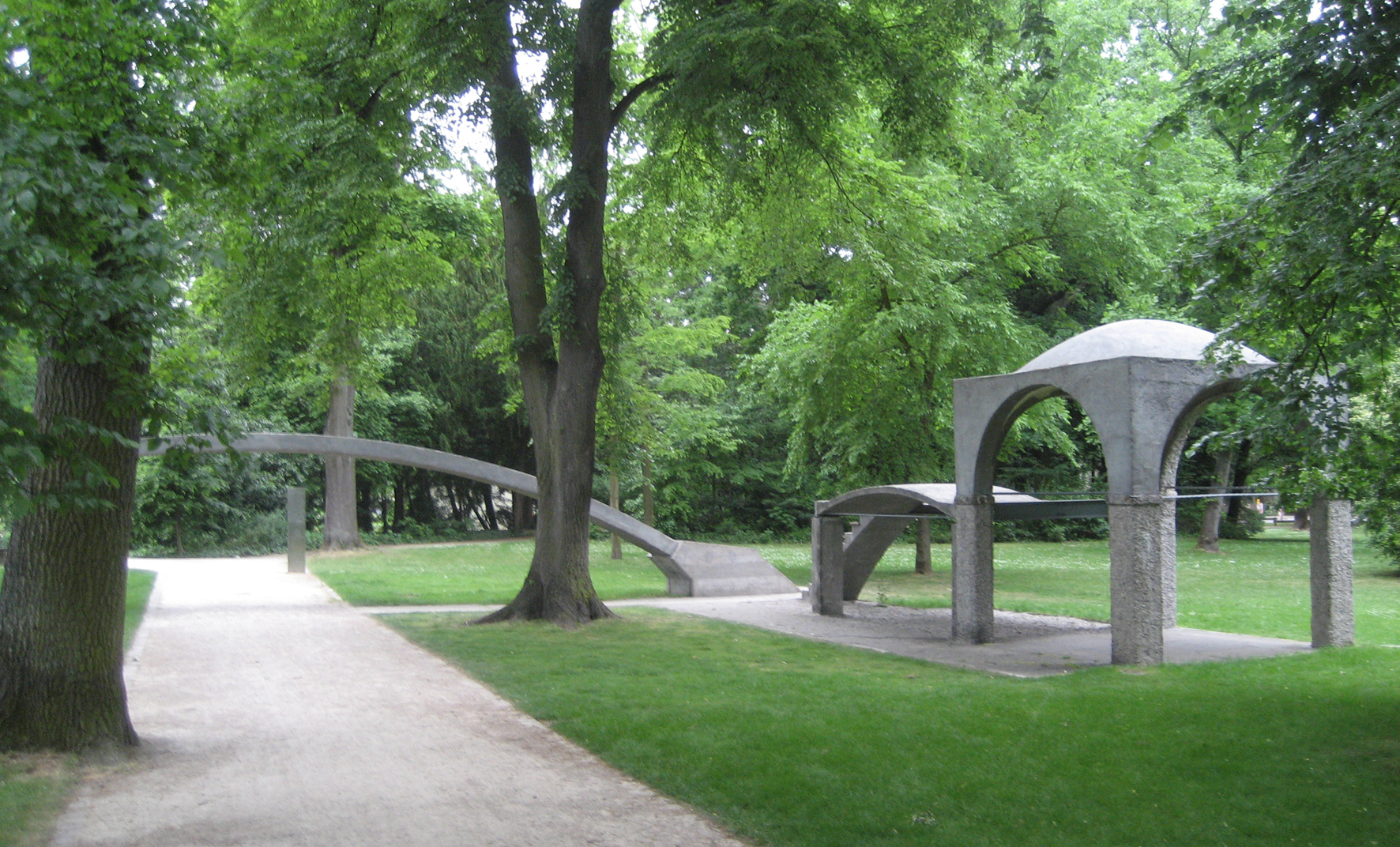
ドライアイヒ公園

- リリー・テンペル
- ルンペンハイム城
- 聖マリエン教会
- マチルデン街区クラフト通り
- アム・ヴァルトパークに遺されているドミニクス・ベームの初期作品

### 緑地
オッフェンバッハは、広い緑地を有している。公園施設としては、ビュージング公園、隣接するリリー公園、ドライアイヒ公園、ビーバラーベルクのレオンハルト＝アイスナート公園、ルンペンハイム城の城館公園が挙げられる。ドライアイヒ公園内には、ドイツ最古のコンクリート建造物が修復を受けて遺っている。特殊なものとしては、気象公園が挙げられる。
オッフェンバッハ・グリーンベルトはいくつかの公園施設を結んだもので、自転車道が通っている。この自転車道は、廃線になった工業鉄道の軌道跡を利用したもので、その一部は「工業文化の径」となっている。
より広い意味での緑地としては、マイン川の河岸が挙げられる。西のフランクフルトからルンペンハイム、さらにはハーナウ方面に延びており、歩行者や自転車が利用できる。マイン川の蛇行部は、多彩な水辺の緑地環境を提供している。

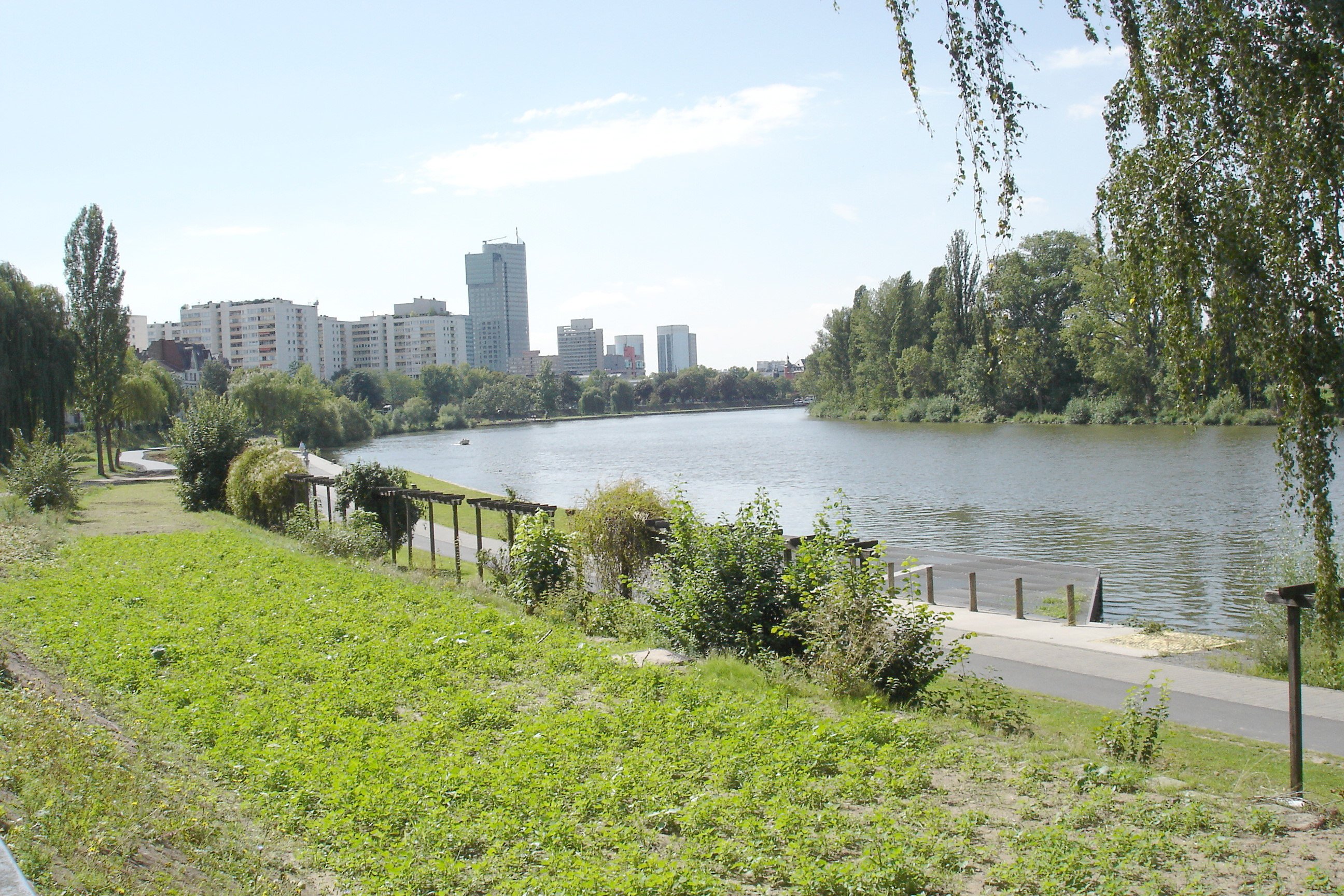
マイン川の河岸

### 水域
マイン川や、ビーバー市区のビーバー川、テンペルゼー市区のハインバッハ川の他、レールグラーベン、ブーフライングラーベン、オーバーホルストグラーベン、ヴィントホーフスバッハ、グレンツグラーベン、ヴァルトハイムのクーミュールグラーベン、ブーフヒューゲルグラーベンといった小さな水路がある。
静水面では、オーバーフュルスト池、ビュルゲル市区のエンテン湖、ブーフライン池、ビーベルン湖、ルンペンハイム市区のシュルトハイス池などがある。シュルトハイス池は、夏期には水浴場として利用される。

### スポーツ
オッフェンバッハで最大のサッカークラブがキッカーズ・オッフェンバッハ (OFC) である。ドリッテリーガでプレイするこのクラブは、シュパールダ＝バヌ＝ヘッセン＝シュターディオン（約 20,500席）をホームグラウンドとしている。このスタジアムは、かつてのシュターディオンス・アム・ビーベラー・ベルクが取り壊された後、同じ場所に建設され、2012年の夏にオープンした。OFCは、1950年と1959年にドイツ・サッカー選手権の決勝に進出し（ともに決勝で敗れた）、1970年にはDFBポカールを獲得した。
ローゼンヘーエにあるエルステン・オッフェンバッヒャー水泳クラブ (EOSC) のスイミングプールは夏期にはとても人気がある。このクラブ出身の最も有名な水泳選手としてミヒャエル・グロスが挙げられる。
フェヒトクルプ・オッフェンバッハ・フォン・1863 e.V. （フェンシングクラブ）も特筆すべきである。ヘレーネ・マイヤー（1928年アムステルダムオリンピックフルーレ女子個人金メダリスト）やコルネリア・ハーニッシュ（1984年ロサンゼルスオリンピックフルーレ女子団体金メダリスト）は、このクラブ出身の最も有名な選手である。

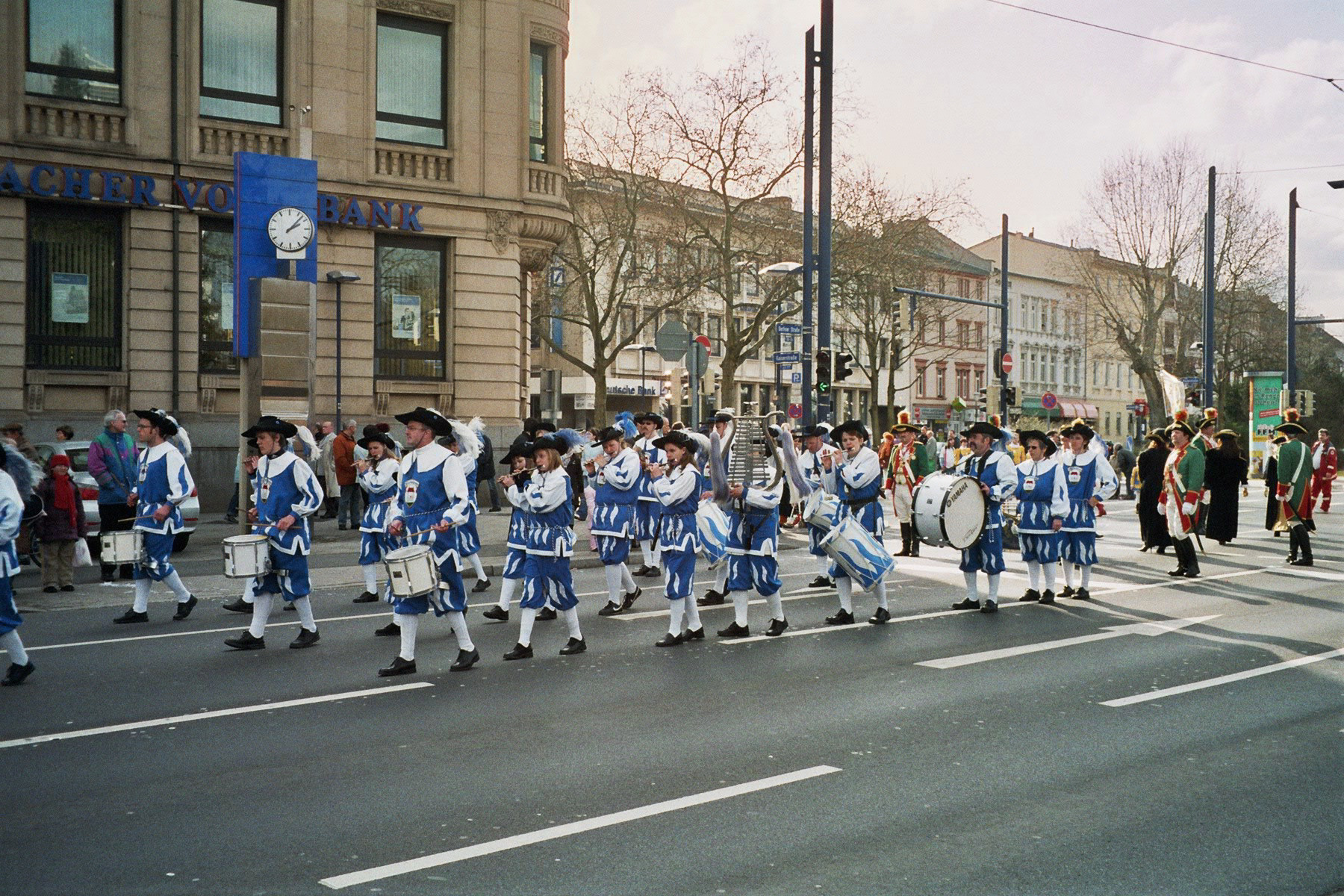
カーニバルのパレード（2006年）

### 年中行事
- 国際皮革製品メッセ
- マインウーファーフェスト（マイン川の岸辺祭）
- クンストアンジヒト（芸術鑑賞）、若い才能祭（毎年交互に開催される）
- HfGオッフェンバッハのルントガング（歩行会）
- クロス・メディア・ナイト（HfGオッフェンバッハでの夜間映画会）
- オッフェンバッハ週間
- 5月1日: 5月の舞踏会（ヴィルヘルムス広場）
- 8月: ビュージング公園での「光の祭」
- 9月の第1週末: レオンハルト＝アイスナート公園での子供祭
- 博物館の夜
- カーニバル
- 春のルミナーレ
- オッフェンバッハ・シティー・レース
- ルンペンハイム城館公園での中世祭（2011年まで）

## 経済と社会資本
オッフェンバッハの経済は大変に幅広く形成されており、少数の大企業に依存したことはかつてない。ユグノー教徒の流入と経済的自由権が中規模企業による経済的発展をこの街にもたらした。オッフェンバッハは1970年代に早くも景気後退と戦うことになった。これは電子産業や皮革産業の多くが極東に移行したためであった。その後、サービス業、特に金融業や自動車販売業の進出によって経済構造の転換がなされた。かつての工業系企業も、その立地の良さから管理部門をオッフェンバッハに残したままにしているところも多い。また、オッフェンバッハには、グラフィックやインダストリアルデザインといった分野のデザイン事務所が数多くある。

### 企業

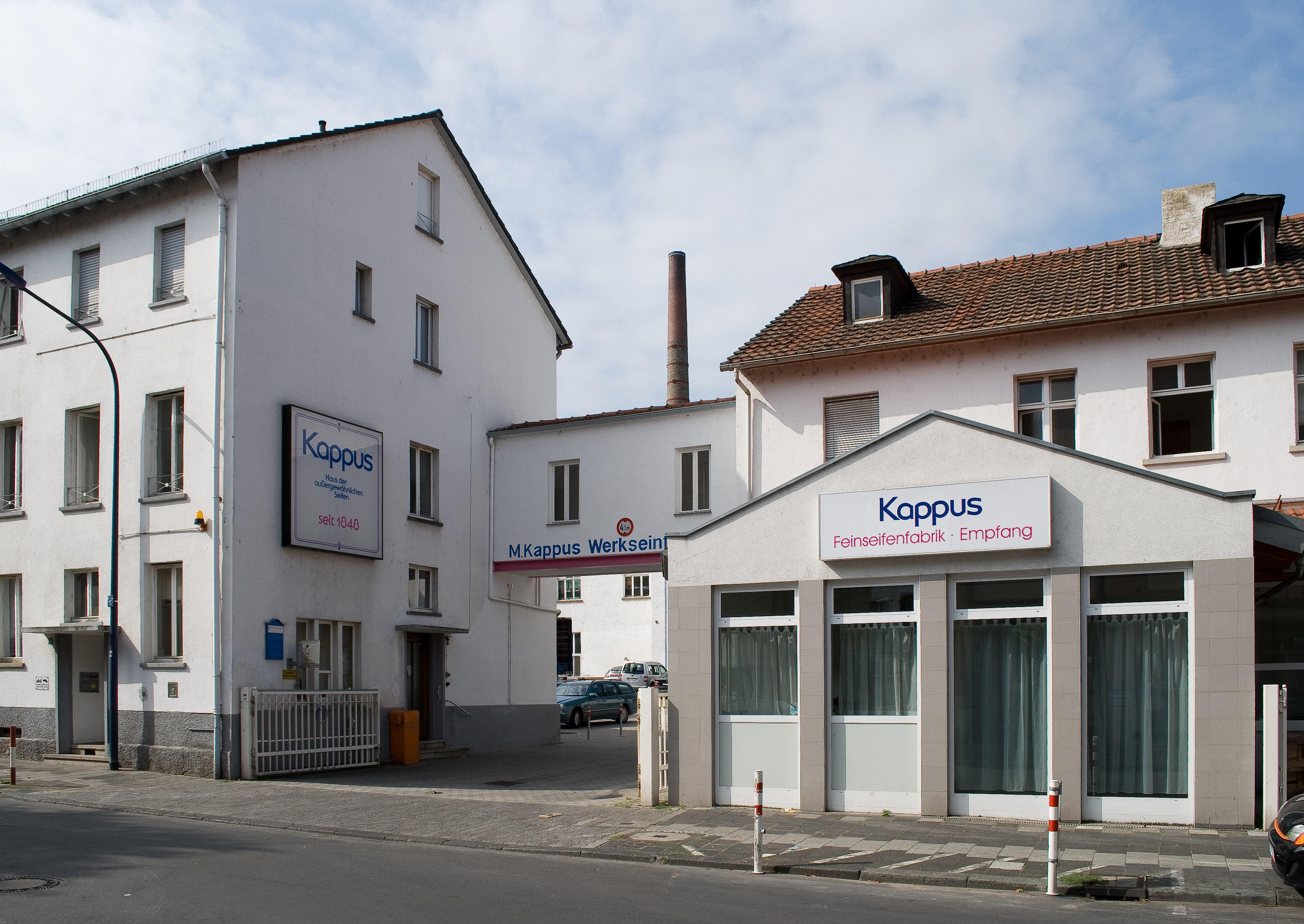
カップス石鹸

#### 工業
一定数の工業系企業がオッフェンバッハに留まっている。21世紀初頭の約 10年間で、その数はほぼ不変である。こうした企業には、マンローラントAG（印刷機）、シュラム＝コーティングス（塗料）、アルフレート・クロウト・ラックファブリーク（塗料）、ダンフォス（冷暖房装置）、カップス石鹸製造などがある。エーラー染料工場は、長年にわたり、染料やポリエステル繊維、およびその原材料を製造するヘキストAGの重要な工場であった。現在この工場はアレッサ化学が所有している。ペットボトル原料のPETを生産しており、アメリカ企業インヴィスタ・レジンス・アンド・ファイバース社の傘下にある。かつては重要な産業であった皮革製品製造業は、業界の主導的地位を担ってきたゴルトプファイル社が 2008年に閉鎖され、現在では重要な役割を与えられていないが、製造者や販売会社はオッフェンバッハ周辺にまだ多く見られる。
オッフェンバッハには、この他に、ハネウェル・ドイチュラント、ジーメンス・パワー・ジェネレーション、アレヴァ、ロウェンタといった企業の管理部門がある。
エネルギー・フェアゾルグング・オッフェンバッハ（オッフェンバッハ・エネルギー供給）は現在、マンハイムのMVVエネルギーAGの傘下にある。この会社は、16万人以上の顧客を有し、年間 20万トンのゴミを焼却する塵芥火力発電所を運営している。

#### サービス業
オッフェンバッハのインネンシュタット（中心街）は、フランクフルト・アム・マインに近く、多くの市区がフランクフルト市に隣接している。特に西部に位置するカイザーライ市区には、Sバーン建設後、銀行、保険会社、企業コンサルタントの本社や支店が存在するようになった。たとえば、BHF銀行やキャップジェミニなどである。
オッフェンバッハでは、約 900社、4000人がデザイン分野の産業クラスターを形成している。これはドイツで最も重要なデザイン・クラスターの一つである。関連する企業は、建設、タイポグラフィー、グラフィック、ウェブデザイン、インダストリアルデザイン、乗物のデザイン、映画やアニメーションにまで及ぶ。その要因は、一方では歴史的な生産都市であることやオッフェンバッハ・アム・マイン造形大学の存在であるが、もう一方ではライン＝マイン地域の中央に位置するその立地にも起因している。

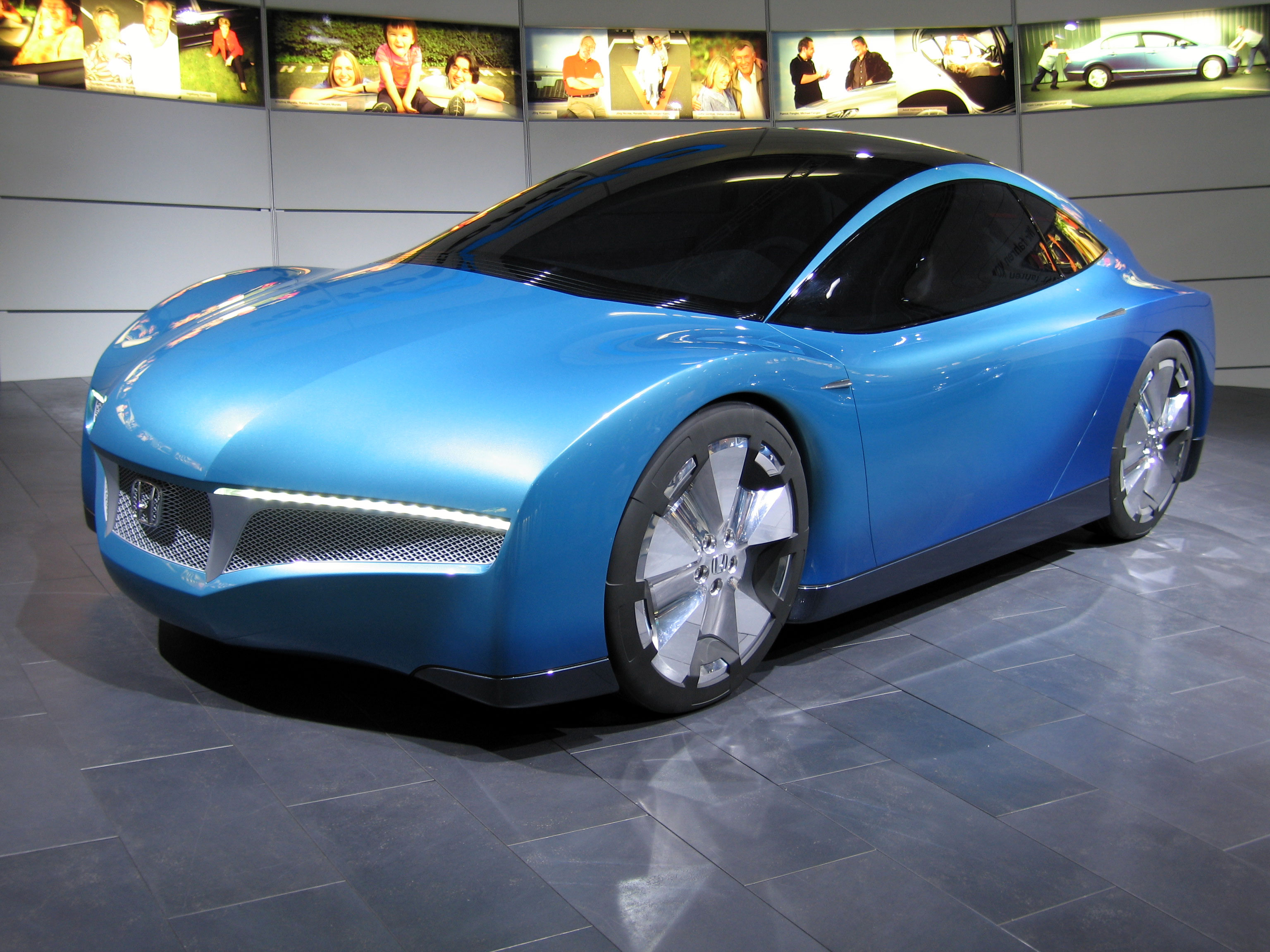
ホンダ・スモール・ハイブリッド・コンセプトのコンセプトカー（2007年）

#### 自動車メーカー
もう一つの重点産業分野が自動車産業である。自動車メーカ ホンダの北ヨーロッパセンターおよび開発・デザイン部門がシュプレントリンガー・ラントシュトラーセにあり、未来志向のホンダ・スモール・ハイブリッド・コンセプトのコンセプトカーはオッフェンバッハで開発された（2007年）。
韓国の自動車メーカー ヒュンダイのヨーロッパセンターや、韓国のタイヤメーカー クムホタイヤの管理部門がオッフェンバッハのカイザーラー市区にある。また、オッフェンバッハ・シティー・タワー内には、日本のタイヤメーカー ファルケンが入居している。
オッフェンバッハは、自動車産業界のいわゆる「オートモーティブ＝クラスター・ライン＝マイン」という産業クラスターの一部となっている。このクラスターには、製造から開発、ヨーロッパセンターなどすべての価値創出チェーンが包含されている。

### 小売業
オッフェンバッハのショッピング街は、フランクフルター通りと、これと並行しているグローセ・マルクト通りである。ほんの数百メートル東には高級食品店のあるヴィルヘルムス通りがある。この広場では、有名なオッフェンバッハの週の市も開催される。これに対してマルクト広場はインネンシュタットの通りにあり、Sバーンの駅名もこれにちなんで付けられている。
2009年9月、アリス広場に 60店舗、4階建てのショッピングセンター KOMM がオープンした。南の市外に向かう道路 ヴァルト通りとシュプレントリンガー・ラントシュトラーセ（およびこれに接続するオーデンヴァルトリング）沿いにはスーパーマーケットや自動車販売店、ショッピングセンターのリングセンターがある。

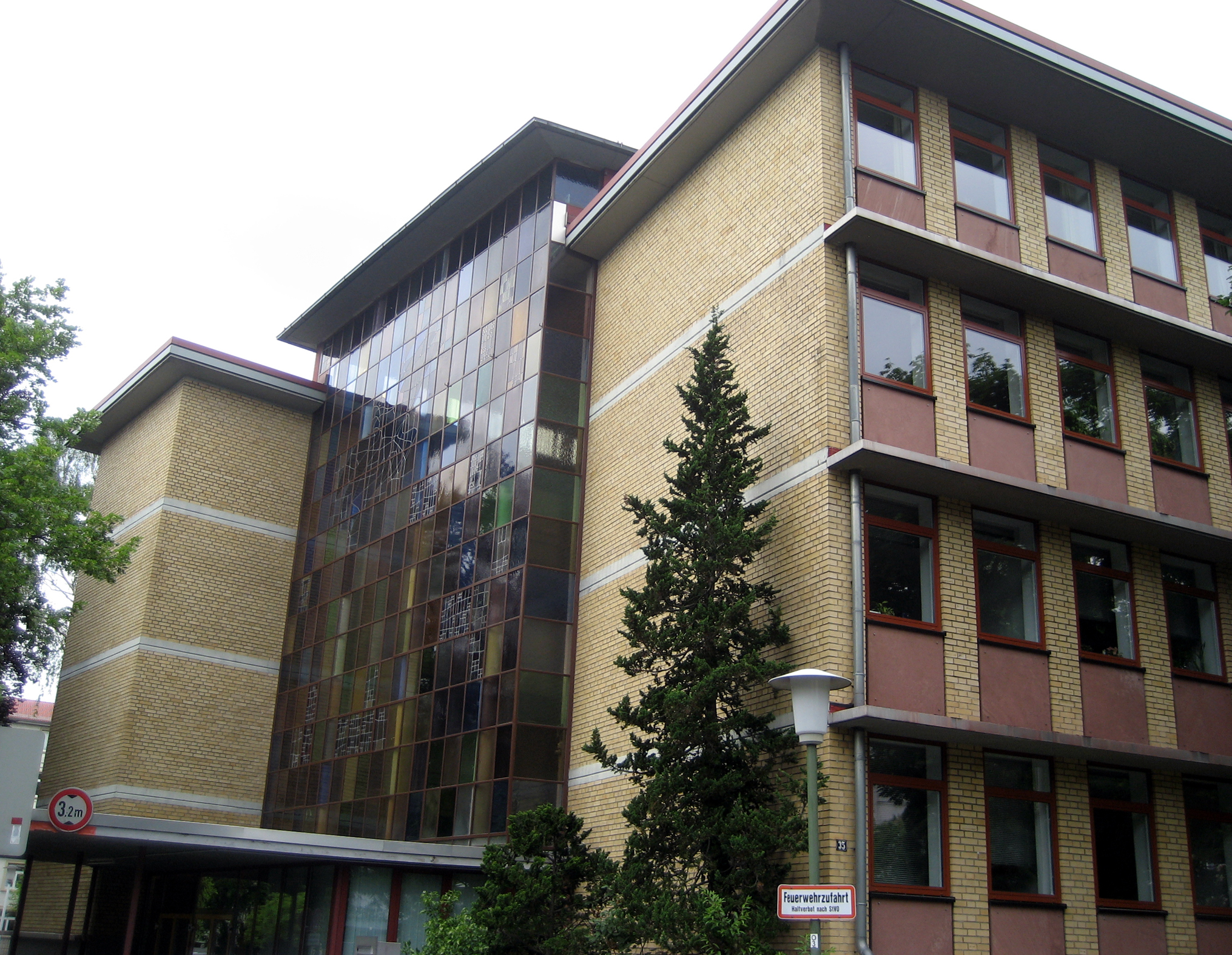
連邦火酒専売管理局

### 官公庁と医療・健康
ヴィースバーデンやダルムシュタットとは異なり、オッフェンバッハには公的研究機関、主要な連邦官庁、国政に関与する企業などは存在しない。ただ小規模な連邦官庁が 2つ存在する。ドイツ気象局と連邦火酒専売管理局（建物は1953年にアドルフ・バイヤーが設計した）である。
オッフェンバッハには多くの病院がある。248床のケッテラー病院や、約 873床の長期入院施設と 35床の一時入院施設を擁するクリニークム・オッフェンバッハ・アム・マインは全国的に有名で、オッフェンバッハ市民やオッフェンバッハ郡住民に医療を提供している。クリニークム・オッフェンバッハは、ヨハン・ヴォルフガング・ゲーテ大学フランクフルト・アム・マインのアカデミック研修医療施設の機能を担っている。この病院は、2009年末に約 1400万ユーロを費やした新棟を建設した。36床のクニークム・フリューアウフはホメオパシー療法の病院で、民営の内科クリニックである。
オッフェンバッハ消防団は、プロの消防隊と自由意思による自衛消防団、青年消防団からなる。パーク通りの南東ヘッセン警察本部の他に、市を東西に分けて 2つの管区警察署がある。

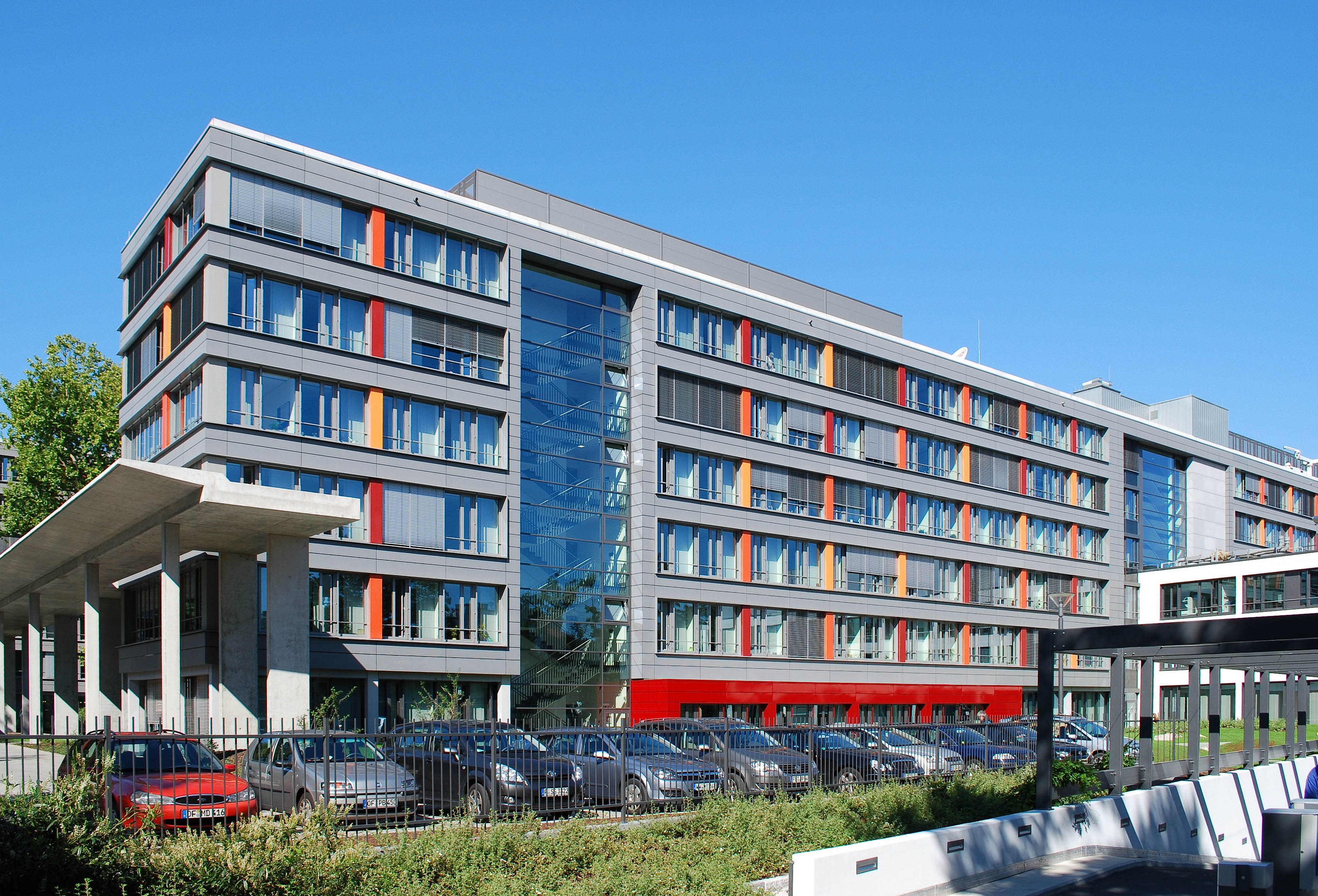
ドイツ気象局

#### ドイツ気象局
オッフェンバッハに本部を置くドイツ気象局はライン＝マイン地域で年間およそ 9万件の予報を行い、約 2万の警報や注意報を発しており、住民に必要不可欠なサービスを行っている。ドイツ気象局はフランクフルト空港を介して航空運輸においても重要な役割を担っている。
気候変動の監視や研究、地球温暖化やその続発現象の影響を見積もること、国家および国際レベルでの損害を最小化することも重要である。ドイツ気象局のドイツ気象学図書館は世界最大級の専門図書館の一つである。
ドイツ気象局は訪問者が自由に入ることができる気象公園を運営している。

### 交通

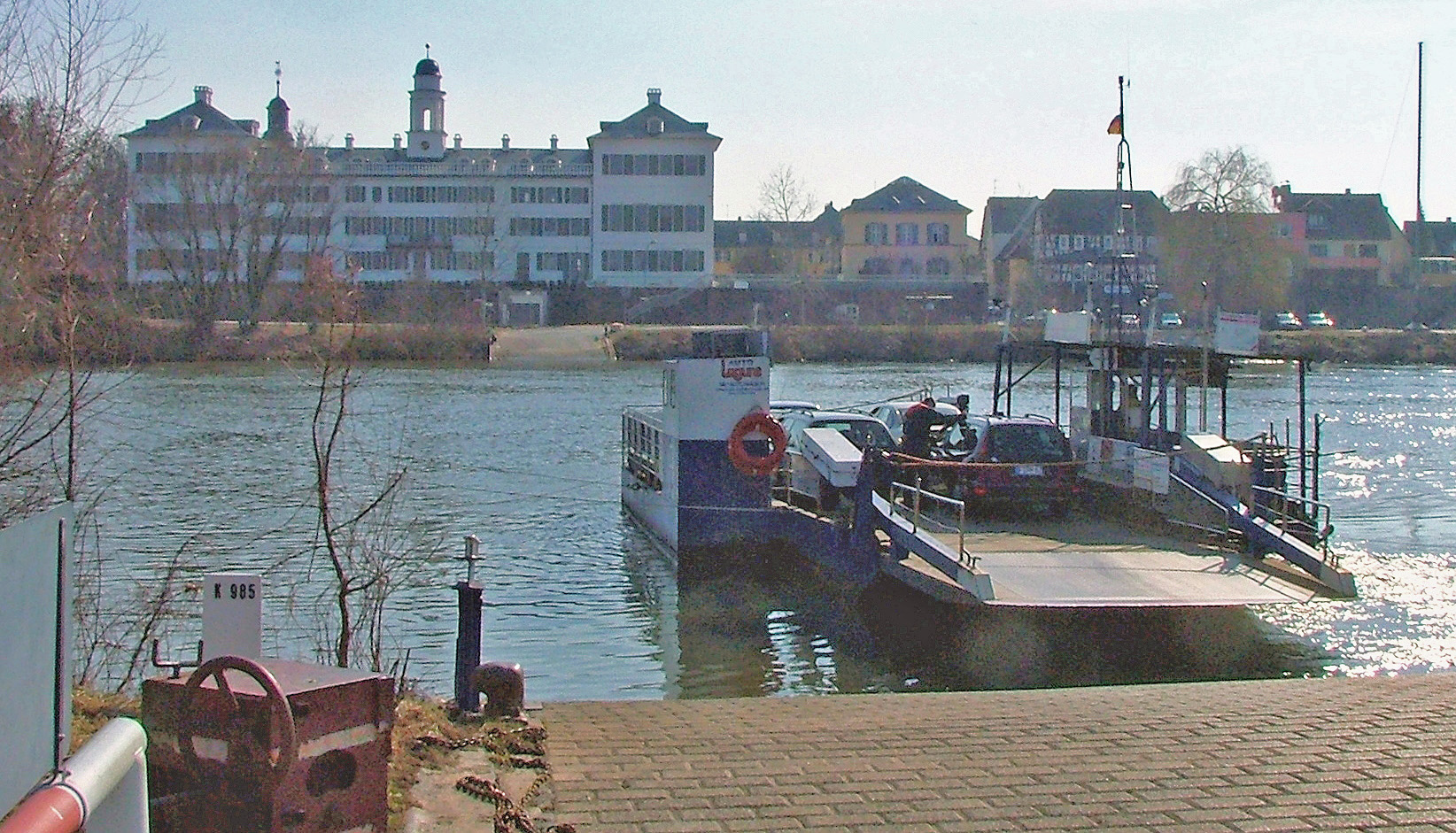
ルンペンハイム市区のフェリー

#### 道路交通
市内の重要なメインストリートして、カイザー通り、フランクフルター通り、ベルリナー通り、マイン通り、ヴァルト通りや、タウヌスリング、オーデンヴァルトリング、シュペッサルトリング、レーン通りからなる南環状道路が挙げられる。市街地から外に向かう重要な道路は、シュプレントリンガー・ラントシュトラーセ（南西方面）、ビーベラー通り（南東方面）、ミュールハイマー通り（北東方面）である。
カール＝ウルリヒ橋がカイザー通りとフランクフルトのフェッヒェンハイム市区とを結んでいる。また、オッフェンバッハのルンペンハイム市区とマインタールのビショフスハイム地区との間をフェリーが運航している。
市の南を連邦アウトバーン A3号線が通っており、市の西に位置するオッフェンバッハ・ジャンクションで連邦アウトバーン A661号線と交差する。さらに連邦道 B43、46、448号線が市内を通っている。

#### 鉄道
オッフェンバッハをベーブラ鉄道が走っている。市街地では、この鉄道はベルリンをモデルにした高架線となっている。この路線内には、1872年から1873年にかけて建設されたオッフェンバッハ中央駅があるが、遠距離交通に関する重要性は失われている。ドイツ鉄道のインターシティー (IC) は、1日に 3本がこの駅に停車するだけ（2011年6月現在）である。
近郊鉄道交通では、オッフェンバッハはドイツ鉄道および VIAS GmbH（オーデンヴァルト鉄道）のレギオナルバーン (RB) やレギオナルエクスプレス (RE) といった近郊列車や、ライン＝マインSバーンの S1、S2、S8、S9号線が利用可能である。S2号線の運行プランが変更され、オッフェンバッハ中央駅を始点・終点とする列車がなくなり、それ以後市街地を通る Sバーンはすべてオッフェンバッハ・シティー・トンネル内を通ることとなった。この結果、Sバーンと近郊・遠距離鉄道とが完全に分離され、中央駅はSバーンに接続していないため、中央駅でありながら近郊・遠距離列車から Sバーンへの乗換が一切できないという奇妙な状況になっている。

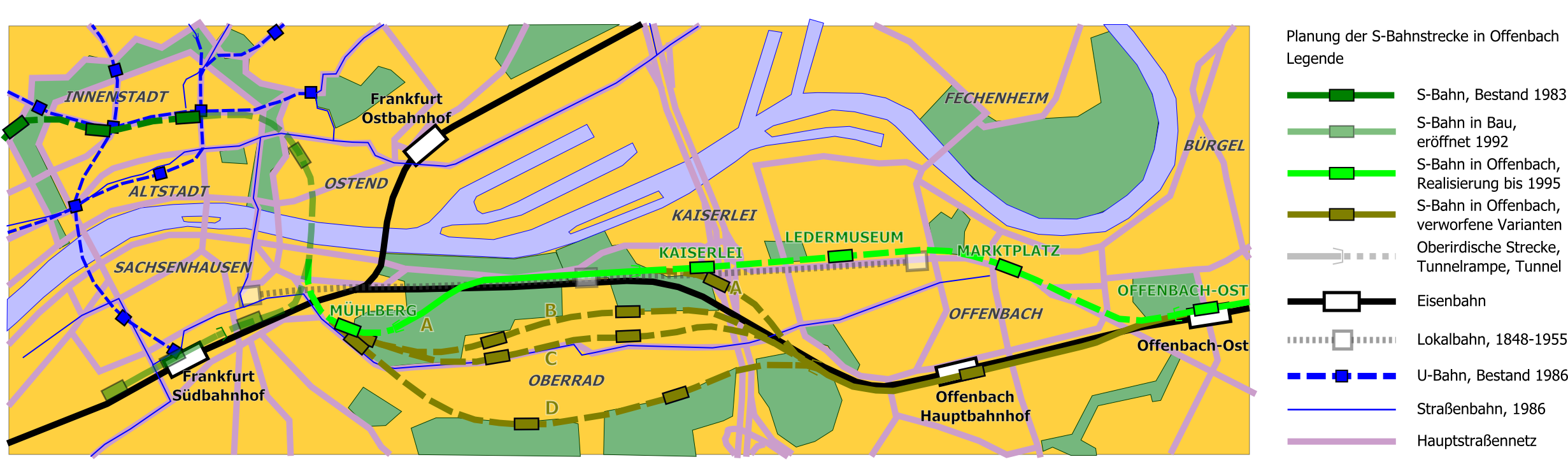
オッフェンバッハ・シティー・トンネル。明るい緑色の路線がSバーンで、破線部がオッフェンバッハ・シティー・トンネルである。オッフェンバッハ中央駅（画面右下 Offenbach Hauptbahnhof）はこの路線上にないことが解る。

##### 駅
オッフェンバッハ・アム・マイン市内には 7つの駅がある。このうち 1つ（オッフェンバッハ中央駅）は、近郊・遠距離鉄道の駅で、他の 6つは Sバーンの駅である。
| Sバーン駅 | 近郊・遠距離鉄道駅 |

| 駅名                               | 位置                           | 種別*              |
| ---------------------------------- | ------------------------------ | ------------------ |
| オッフェンバッハ中央駅             | インネンシュタット（中心市街） | RE、RB、IC Bahnhof |
| オッフェンバッハ＝カイザーライ     | カイザーライ市区               | Bahnhof            |
| オッフェンバッハ＝レーダームゼウム | インネンシュタット             | Bahnhof            |
| オッフェンバッハ＝マルクトプラッツ | インネンシュタット             | Bahnhof            |
| オッフェンバッハ東駅               | オッフェンバッハ               | Bahnhof            |
| オッフェンバッハ＝ビーバー         | ビーバー市区                   | Haltepunkt         |
| オッフェンバッハ＝ヴァルトホーフ   | ビーバー市区                   | Haltepunkt         |

Sバーンの駅は西から順に記載。さらにヴァルトハイムに新たなSバーンの駅が計画中である。
* ドイツの駅は、分岐器を有する Bahnhof と、これを持たない Haltepunkt とに類別される。

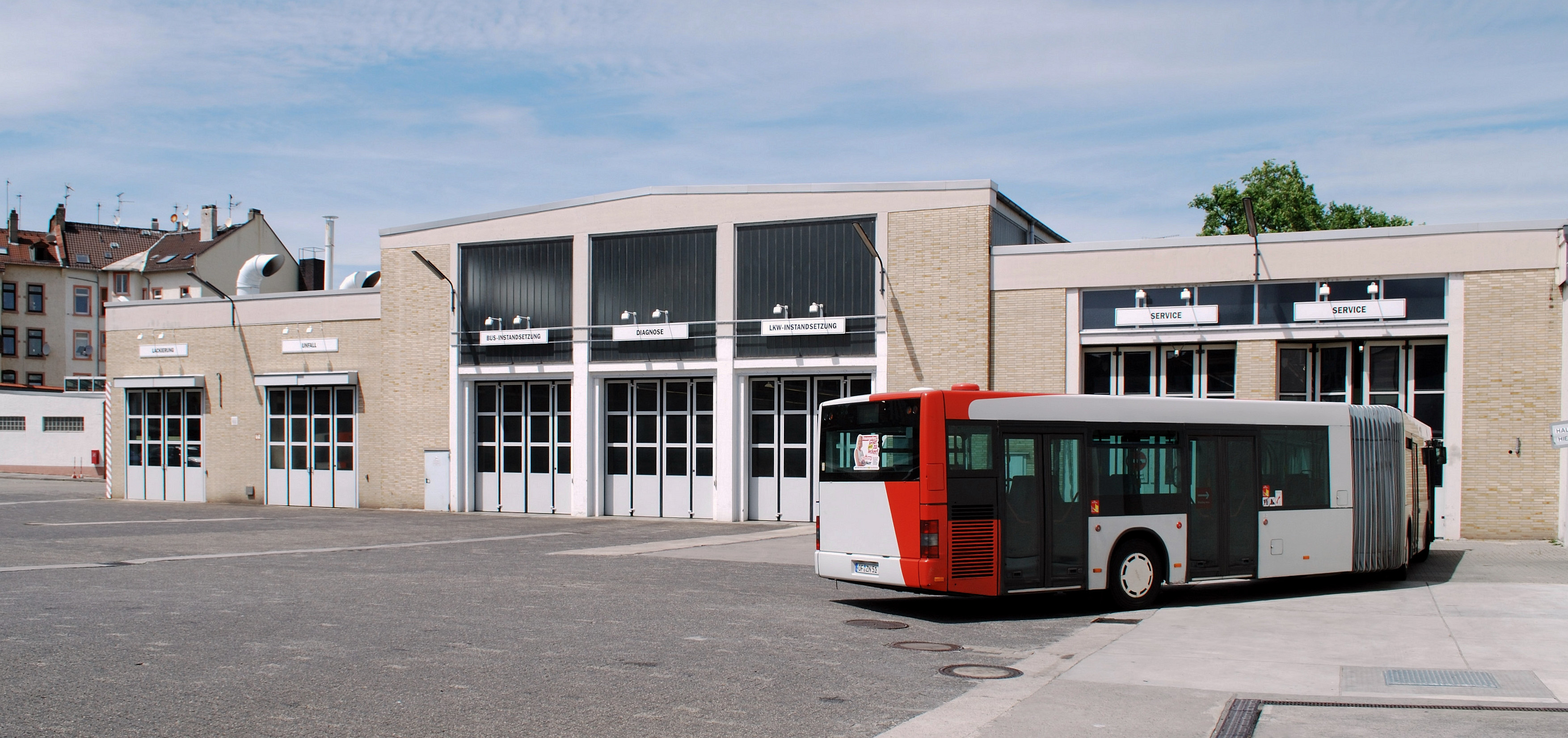
オッフェンバッハ交通運輸 GmbH

- オッフェンバッハ中央駅
- オッフェンバッハ＝マルクトプラッツ駅
- オッフェンバッハ東駅
- オッフェンバッハ＝ビーバー駅

#### バス
オッフェンバッハではクールヘッセン地域交通 GmbH (RKH) の地域バスとオッフェンバッハ交通運輸 GmbH (OVB) の市内バスが運行している。両者は地域近郊交通組織体 (LNO) を形成している。LNO は「オッフェンバッハの近郊交通」 (NiO) という名称下で市内交通を一体化している。
市内の鉄道路線、バス路線には、ライン＝マイン交通連盟 (RMV) の統一料金体系が適用される。
1951年から1972年までトロリーバスがオッフェンバッハ市内を走っていた。現在、オッフェンバッハ・アム・マインの近郊バスは専らディーゼル・バスによって運行されている。

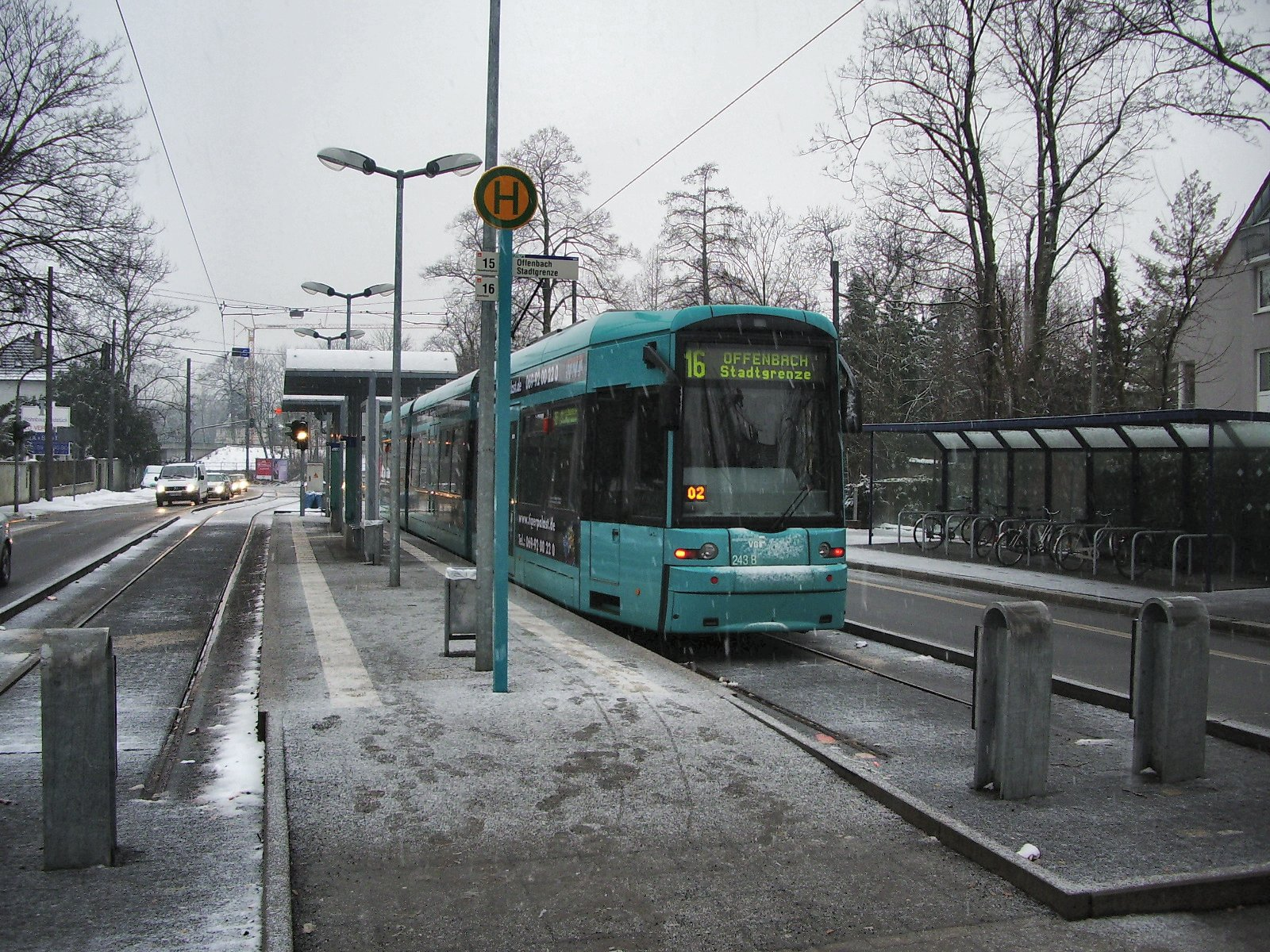
オッフェンバッハ市境停留所のフランクフルト市電

#### 路面電車
オッフェンバッハは、世界で最も早い時期に路面電車を運行させた街の一つである。
商業顧問官ヴァイントラウト、銀行家ヴァイマン、メルツバッハ銀行からなるオッフェンバッハ・コンソーシアムの尽力によって、ザクセンハウゼンのアルテ・ブリュッケを出発し、オーバーラートからオッフェンバッハに入り、フランクフルター通りを経由してマルクト広場まで、さらにはマチルデン広場に至るフランクフルト＝オッフェンバッハ・トラムバーン会社 (FOTG) の路線が1884年に開通した。1906年にオッフェンバッハには3路線の路面電車を有していた。
しかし、1967年にはインネンシュタットで最後の路線が廃止され、1996年にフランクフルト市電が運営する第16号線として移管された。これ以後、路面電車の路線は市境を終点とし、そこでバスに接続することとなった。

#### レンタサイクル
NiOとオッフェンバッハ市との共同事業として、50台の自転車によるレンタサイクルシステムが運営されている。この公共レンタサイクルシステムの営業者は、ライプツィヒのネクストバイク社である。公共交通と個別交通の中間にあたるこのレンタサイクルシステムの利用数は倍増しており、延べ貸し出し数は年間約1000台に達している。「オッフェンバッハ市民はこのシステムをより良いアクセスを得られるもう一つの交通機関と捉え、レンタサイクルを使うことで近道を通ることができると考えている」とNiOのマネージャーであるアーニャ・ゲオルギは評価している。貸し出しのステーションは、カイザーライ駅、マルクトプラッツ駅、フランクフルター通りとカイザー通りの交差点、中央駅およびオッフェンバッハ・オスト駅にある。

#### 自転車道
マイン川の河岸には多くの自転車道が通っている。
- ヘッセン自転車道 R3号線（ライン＝マイン＝キンツィヒ自転車道）は、ライン川、マイン川、キンツィヒ川沿いにフルダを経由してレーン山地のタンまで延びている。
- マイン自転車道は、マイン川の源流である白マイン川および赤マイン川の水源から、ライン川に合流するマインツまでの間を通っている。
- Dルート 5（ザール＝モーゼル＝マイン）は、ザールブリュッケンからトリーア、コブレンツ、マインツ、フランクフルト・アム・マイン、ヴュルツブルク、バイロイトを経由してチェコとの国境にまで至る (1021 km)。

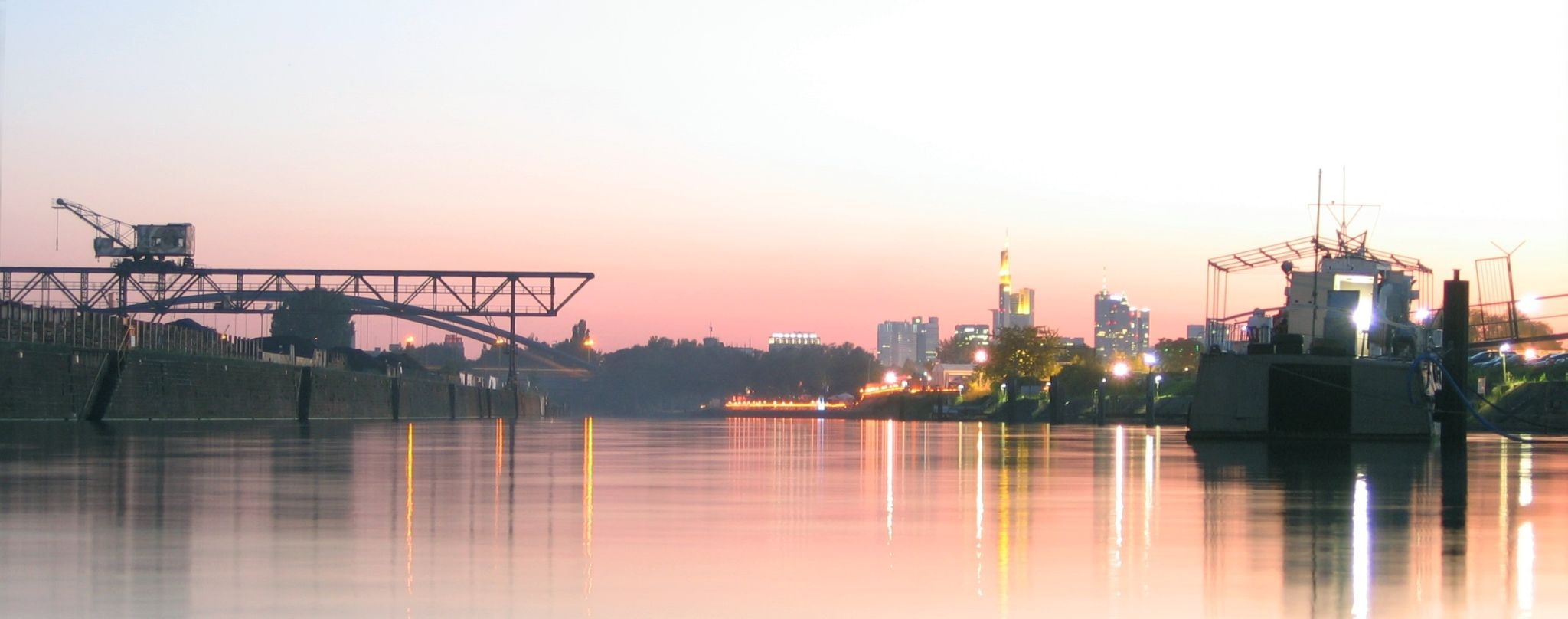
オッフェンバッハ港

#### 貨物輸送と内陸水運
2005年夏の時刻表から市の東部に位置する遠距離鉄道網に接続するオッフェンバッハ貨物駅が再び活発に利用されるようになった。この貨物駅は、現在の場所で1919年から運用されている。1873年から1919年までの間貨物駅はオッフェンバッハ中央駅のすぐ隣で営業していた。
内陸水運については、オッフェンバッハはマイン川およびライン川を経由でノルトライン＝ヴェストファーレンやオランダの重要な工業地域、あるいはマイン＝ドナウ運河を通して中央ヨーロッパ南東部にも結びついている。
しかしオッフェンバッハ港の重要性はさほど大きなものではない。港湾施設は次第に縮小された。港湾地区は2012年から居住・産業地区に改造されている。
マイン川の里程 38.51 km のオッフェンバッハ堰は、閘門を持つ堰である。この堰はオッフェンバッハ＝カイザーライの市境に位置している。

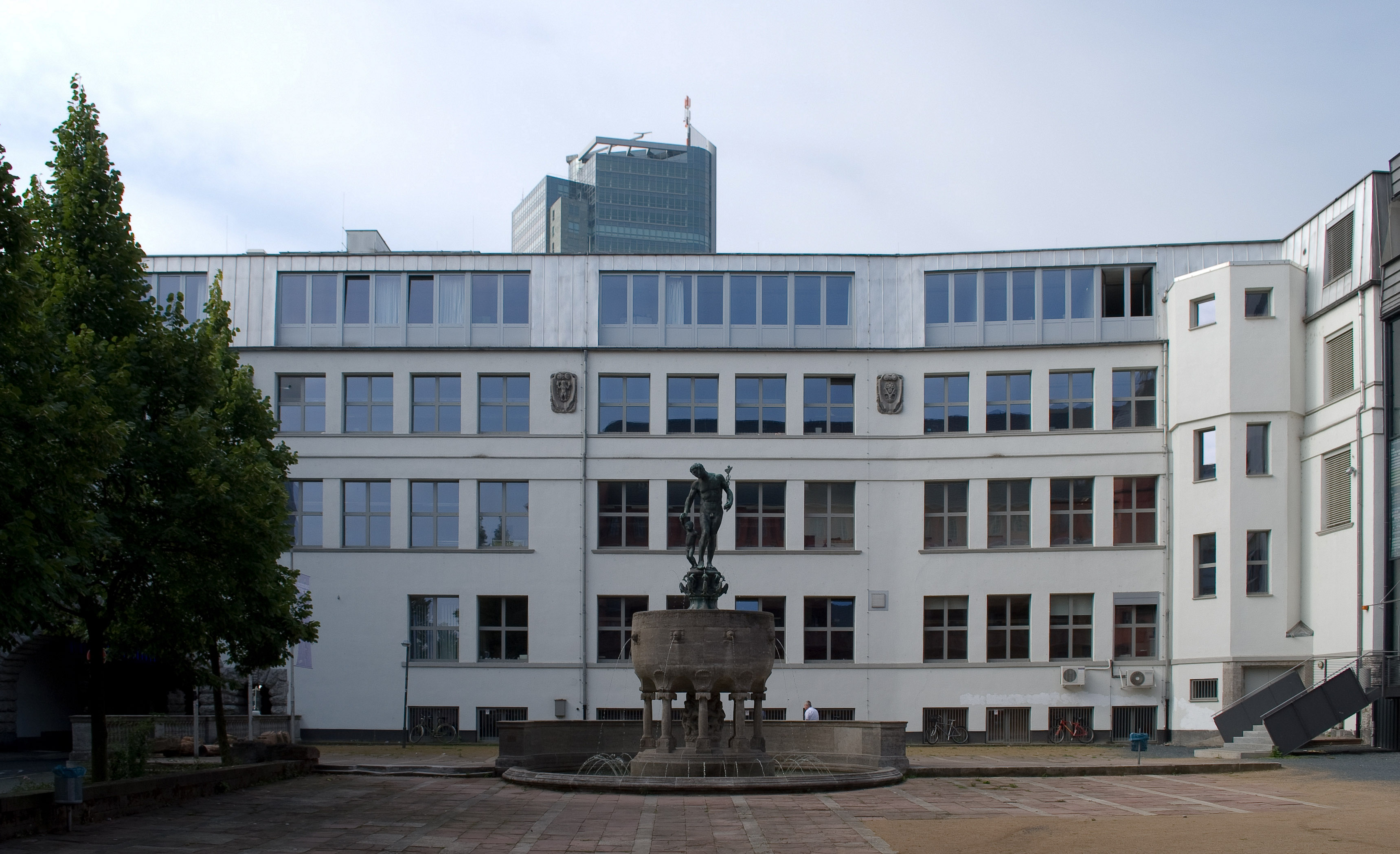
オッフェンバッハ・アム・マイン造形大学

### 教育
オッフェンバッハには総合大学はないが、国立の芸術大学であるオッフェンバッハ・アム・マイン造形大学がある。この学校は、1832年に手工芸学校として設立され、1970年に単科大学となった。この大学には、ビジュアル・コミュニケーション学科と製品造形（インダストリアルデザイン）学科の 2つの学科がある。
オッフェンバッハには多様な大学がある。
- 基礎課程学校 12校: アンネ＝フランク＝シューレ、ベートーヴェンシューレ、アイヒェンドルフシューレ、フリードリヒ＝エーベルト＝シューレ、ゲーテシューレ、ブーフヒューゲル基礎課程学校、フンボルトシューレ、ラウターボルンシューレ、シューレ・ビーバー、ウーラントシューレ、ヴァルトシューレ・テンペルゼー、ヴィルヘルシューレ
- ギムナジウム 3校: ライプニッツギムナジウム、アルベルト＝シュヴァイツァー＝ギムナジウム、ルドルフ＝コッホ＝シューレ
- 総合学校 3校: エディット＝シュタイン＝シューレ、ゲシュヴィスター＝ショル＝シューレ、シラーシューレ
- 養護学校を伴う基礎課程・本課程・実科学校 2校: エルンスト＝ロイター＝シューレ、マチルデンシューレ
- 養護学校を伴う本課程・実科学校 1校: バッハシューレ
- 私立学校 4校: マリアンネ＝フロスティヒ＝シューレ、マイエンシューレ・デア・ウルズリネン、オスヴァルト・フォン・ネル・ブロイニング・シューレ、多言語のエラスムス基礎課程学校
- 特殊教育養護学校 3校: エーリヒ＝ケストナー＝シューレ、フレーベルシューレ、ルートヴィヒ＝デルン＝シューレ
- 職業学校 3校: 業務技能学校、ケーテ＝コルヴィッツ＝シューレ、テオドール＝ホイス＝シューレ

オッフェンバッハは2006年から VWA（管理および経済アカデミー）の所在地でもある
カトリックの南ヘッセン教育施設は、オッフェンバッハ、ドライアイヒ、ロートガウ、ゼーリゲンシュタットの各教会クライスを対象としたマインツ司教区教育施設のカトリック成人教育を担っている。

### メディア
オッフェンバッハ・アム・マインでは、日刊紙オッフェンバッハ＝ポストが刊行されている。市民テレビ「オフェナー・カナル・オッフェンバッハ＝フランクフルト」はオッフェンバッハからケーブルテレビで配信されている。フランクフルター・ルントシャウは、2010年からカイザー通りにローカルオフィスを運営している。「respekt OF」は、オッフェンバッハの文化や経済に関する雑誌で、書店で販売されている。「OFrot」は、オッフェンバッハの文化やイベント情報のフリーペーパーである。

## その他

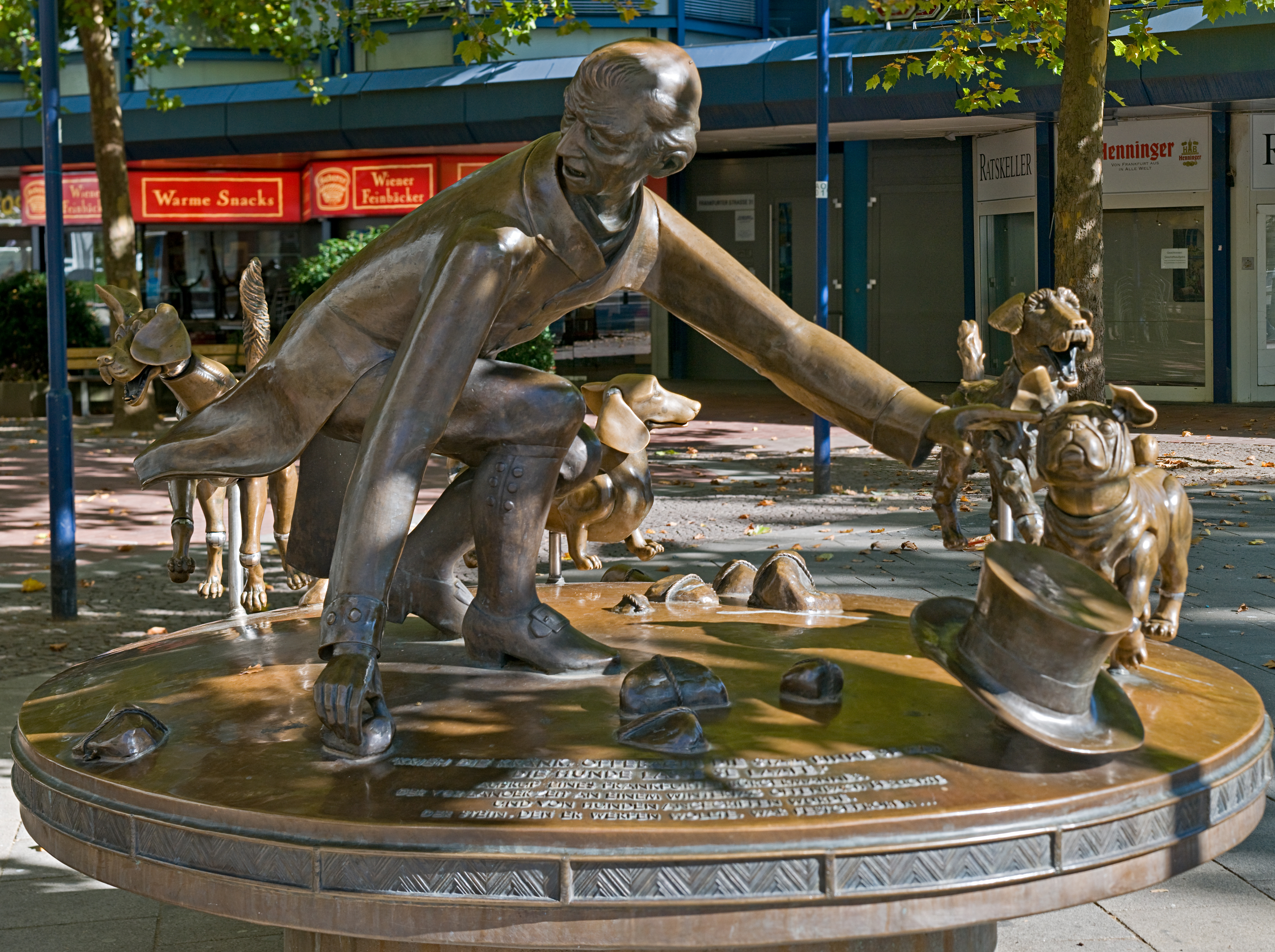
"Krieh die Kränk, Offebach!" の像

### オッフェンバッハとフランクフルトのライバル関係
多くの隣接する街の間がそうであるように、フランクフルト・アム・マインとオッフェンバッハ・アム・マインとの間にも緊密なライバル関係が存在する。それはお互いの街を揶揄する数多くのジョークに現れている。オッフェンバッハのシュタットホーフとフランクフルター通りの角には、このライバル関係を示す「Krieh die Kränk, Offebach! Die Staa binne se aa, die Hunde lasse se laafe.」（「地獄に落ちろ、オッフェンバッハ！この石がお前をつなぎ止め、犬がお前を追い回す」）と刻まれたブロンズ製の群像がある。この言葉は、19世紀にオッフェンバッハを訪れ、繋がれていなかった犬に襲われたフランクフルト商人の叫びに由来する。彼が身を屈めて取り、犬を攻撃しようとしている石は地面に堅くめりこんで固定されている。商人は思わずオッフェンバッハの災厄を願ってしまったというわけである。
両市のライバル関係は歴史に根ざしている。中世には既に、帝国都市フランクフルトと近隣の都市との間で領土争いが起きていた。三十年戦争では、スウェーデン王グスタフ・アドルフはオッフェンバッハのイーゼンブルク城を居所とした。彼はここからフランクフルトの降伏を宣言した。宗教改革後はルター派のフランクフルトと改革派のオッフェンバッハとの間で宗教争議が起こった。さらに18世紀以降イーゼンブルク伯は、ブルジョア的なフランクフルトが望まなかった工業の導入を奨励した。19世紀になってもフランクフルトは純粋な商業都市であり、オッフェンバッハは工業への転換を一層進めた。プロイセンによる併合後、フランクフルトも工業化が進展し、ライバル関係を強めていった。20世紀にフランクフルトはプロイセン領の衛星都市を合併し、北や西方向へ拡大していった。一方、オッフェンバッハが拡大することはなかった。1945年までは両市の市境は、国境でもあった。
長年のスポーツにおけるライバル関係は、両市のサッカークラブ、キッカーズ・オッフェンバッハとアイントラハト・フランクフルトおよびそのファンたちを育てた。やがて両者の試合は「ダービー」と呼ばれるようになった。特に激しかったのは、1950年代（たとえば、1959年のドイツ・サッカー選手権決勝戦）、DFBポカール（最後の対戦は2009年）、キッカーズが陥落するまでのサッカー・ブンデスリーガなどである。

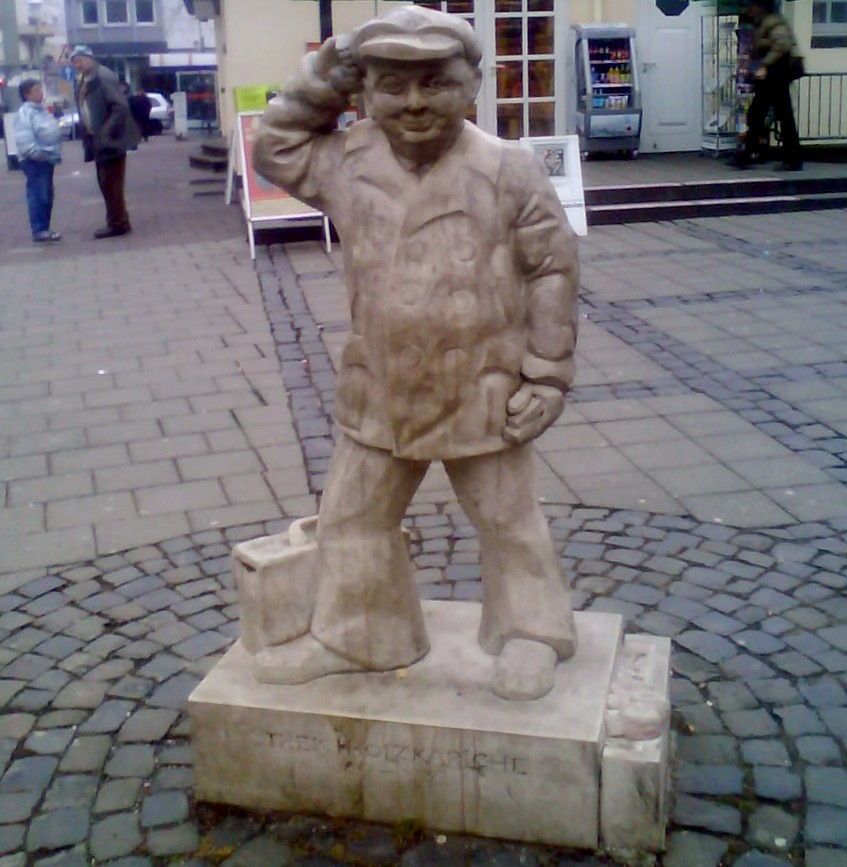
シュトライヒホルツカールヒェンの記念像

### シュトライヒホルツカールヒェン
オッフェンバッハの名物男がマッチ商人のカール・ヴィンターコルン（1880年 - 1939年）である。
彼は20世紀の初めにオッフェンバッハとフラクフルトのアップルワイン組合を取引があるマッチ商人であった。彼が地元で有名になったのは、身長 130 cmで、小太りのその体型にあった。だが、彼をさらに有名にしたのはその言動であった。職業を問われると彼はこう答えたものだった。「材木商です。」
彼はゲルバー通り（現在のアルトゥール＝ツィッチャー通り 4番地）に住んでいた。ヴィルヘルムプラッツには彼の像が建てられている。彼の墓は市によって保護されている。

## 人物

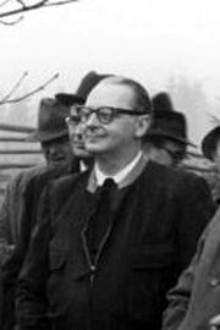
ハインリヒ・フォン・ブレンターノ

### 出身者
- ヨハン・アンドレー（1741年 - 1799年）音楽家、作曲家、音楽出版者
- アンナ・エリーザベト・シェーネマン（1758年 - 1817年）ゲーテの恋人「リリー」として文学史に名を遺す
- フィリップ・マインレンダー（1841年 - 1876年）詩人、哲学者
- クリシュティアン・デル（1882年 - 1974年）バウハウスのインダストリアルデザイナー
- ベルンハルト・フォン・ブレンターノ（1901年 - 1964年）作家、エッセイスト、ジャーナリスト
- ハインリヒ・フォン・ブレンターノ（1904年 - 1964年）連邦外務大臣（1955年 - 1961年）、CDU/CSU議員団代表
- ハンス・ホッター（1909年 - 2003年）バス＝バリトン歌手。1952年から1966年までバイロイト音楽祭に出演した。
- ヘレーネ・マイヤー（1910年 - 1953年）女子フェンシング選手。1928年アムステルダムオリンピック金メダリスト。ミュンヘンのオリンピック選手村のヘレーネ＝マイヤー＝リングは彼女にちなんで名付けられた。
- ゴットフリート・ベーム（1920年 - ）建築家、大学教授。建築家にとって最高の栄誉であるプリツカー賞受賞者。
- ヘルマン・ヌーバー（1935年 - ）サッカー選手。「鉄のヘルマン」の異名を持つ。キッカーズ・オッフェンバッハで活躍した。
- ダニエーラ・ツィーグラー（1948年 - ）女優、歌手。
- ジミー・ハルトヴィヒ（1954年 - ）サッカー選手、俳優。1972年から1974年にキッカーズ・オッフェンバッハでプレイした。
- オリヴァー・ミヒャエル・ディトリヒ（1956年 - ）俳優、コメディアン、音楽家。
- Smudo（1968年 - ）本名 ミヒャエル B. シュミット。作詞家、ヒップホップ・グループ「ディー・ファンタスティシェン・フィーア」のラッパー
- ペトラ・ベーレ（1969年 - ）バイアスロン選手。1998年長野オリンピック、4 × 7.5km リレー金メダリスト。
- ヘンリク・レドル（1969年 - ）バスケットボール選手。ドイツ選手権で7回優勝を経験している。
- テア・ドルン（1970年 - ）作家、モデル。
- クリスティアン・デミルタス（1984年 - ）サッカー選手。
- パスカル・ベーレンブルーフ（1985年 - ）陸上競技（十種競技）選手。
- ヤン・ツィマーマン（1985年 - ）サッカー選手。ゴールキーパー。
- クリストファー・ラインハルト（1985年 - ）サッカー選手。

### ゆかりの人物
- ゾフィー・フォン・ラ・ロッシュ（1730年 - 1807年）作家。オッフェンバッハで逝去した。
- アロイス・ゼーネフェルダー（1771年 - 1834年）リトグラフの発明家。オッフェンバッハのゼーネフェルダー通りは、彼にちなんで名付けられた。
- ジャック・オッフェンバック（1819年 - 1880年）フランスで活躍したドイツ人作曲家。父親がオッフェンバッハの出身だったので作曲家としてのペンネームはこの街からつけた。彼自身はケルンの出身。
- ヴィルヘルム・リープクネヒト（1826年 - 1900年）ドイツ社会民主党 (SPD) 創始者の一人。1881年と1884年にオッフェンバッハの選挙区から帝国議会議員に選出された。
- ルドルフ・コッホ（1876年 - 1934年）タイポグラフィーデザイナー、グラフィックデザイナー。「オッフェンバッハ書体」の開発者。
- レギーナ・ヨーナス（1902年 - 1944年）世界初の女性ラビ。ビュージング公園内の小径に名を遺す。
- ブルクハルト・シュミット（1942年 - ）哲学者。
- ゲルト・ビニッヒ（1947年 - ）物理学者。1986年ノーベル物理学賞受賞者。ルドルフ＝コッホ＝シューレでアビトゥーアを取得した。
- マルク・メドロック（1978年 - ）歌手。1986年から2007年までオッフェンバッハに住んだ。

## 引用
1. ↑  Hessisches Statistisches Landesamt: Bevölkerung in Hessen am 31.12.2023 (Landkreise, kreisfreie Städte und Gemeinden, Einwohnerzahlen auf Grundlage des Zensus 2011)]
2. ↑  Max Mangold, ed (2005). Duden, Aussprachewörterbuch (6 ed.). Dudenverl. p. 593. ISBN 978-3-411-04066-7
3. ↑  „Flieger-Bomben drücken den Erlös“ オッフェンバッハ＝ポスト 2009年8月6日付け
4. ↑  Alfred Kurt: Tausend Jahre Offenbach 977 – 1977. In: Offenbacher Geschichtsverein: Offenbacher Geschichtsblätter. Nr. 26, 1977, p. 11
5. ↑  Otto Volger: Die Bedeutung des Namens der Stadt Offenbach
6. ↑  Johann Geiß: Der Vorgeschichte auf der Spur. In: Offenbacher Geschichtsverein: Offenbacher Geschichtsblätter. Nr. 32, 1982, ISSN 0471-122X, pp. 67 - .
7. ↑  W. Müller: Hessisches Ortsnamenbuch. 1937.
8. 1 2  Karl Nahrgang: Die Bodenfunde der Vor- und Frühgeschichte in Stadt und Landkreis Offenbach am Main. Verlag Waldemar Kramer, 1967, p. 149
9. ↑  www.offenbach.de: Archäologische Funde in Offenbach am Main (PDF)（2013年2月16日 閲覧）
10. ↑  J. F. Böhmer, H. L. Mikoletzky: Regesta imperii II, 2. Abteilung: Die Regesten des Kaiserreiches unter Ott II. 1950.
11. ↑  Angelika Ohliger: Geschichte: Offenbachs Telefon-Pioniere, Frankfurter Rundschau 2011年7月14日付け（2013年2月16日 閲覧）
12. ↑  Wie ein Grabmal für den ermordeten Ur-Großvater, Frankfurter Allgemeine Rhein-Main, 2006年2月26日付け（2013年2月17日 閲覧）
13. ↑  Bevölkerung mit Migrationshintergrund in Offenbach am Main (PDF)（2013年2月17日 閲覧）
14. ↑  Stadtmission Offenbach e.V.（2013年2月23日 閲覧）
15. ↑  “Endgültiges Ergebnis Der Gemeindewahl am 14. März 2021 - Offenbach am Main, Stadt”. 2021年8月12日閲覧。
16. 1 2  オッフェンバッハ・アム・マイン市長選挙結果一覧、ヘッセン州統計局（2013年2月23日 閲覧）
17. ↑  Rührung im Blitzlichtgewitter: Schwenke neuer Rathaus-Chef, op-online.de 2018年1月20日付け（2018年1月21日 閲覧）
18. ↑  Anton Jakob Weinberger: Das Bild von der Industriestadt korrigiert, Frankfurter Allgemeine Rhein-Main, 2008年2月28日付け（2013年2月23日 閲覧）
19. ↑  Schutzgebietsübersicht Offenbach am Main (PDF-File; 2,25 MB)（2013年2月23日 閲覧）
20. ↑  Klinikum Offenbach am Main: Qualitätsbericht 2009 (PDF 4.2 MB)（2013年2月27日 閲覧）
21. ↑  Kreis-Verkehrs-Gesellschaft Offenbach （オッフェンバッハ中央駅時刻表）(PDF-File; 54 kB)（2013年2月24日 閲覧）
22. 1 2  Fahrradverleihsystem nextbike startet in neue Saison, Offenbach.de 2010年3月19日付け（2013年2月24日 閲覧）
23. ↑  Katholisches Bildungswerk Oberhessen（2013年2月27日 閲覧）